# 빌 클린턴 행정부
빌 클린턴의 제42대 미국 대통령 재임은 1993년 1월 20일 자신의 첫 취임식과 함께 시작되어 2001년 1월 20일에 종료되었다. 아칸소주 출신의 민주당원인 클린턴은 1992년 대통령 선거에서 공화당 현직 대통령 조지 H. W. 부시와 무소속 사업가 로스 페로를 꺾고 취임했다. 4년 후, 그는 1996년 대통령 선거에서 재선에 성공했다. 그는 공화당 후보 밥 돌을 꺾었고, 페로도 다시 꺾었다 (당시에는 개혁당 후보였다). 클린턴의 대통령 재임 기간 동안, 민주당은 제103대 미국 의회 동안 톰 폴리 하원의장과 조지 J. 미첼 상원 원내대표 하에 미국 하원과 미국 상원에서 다수당 지위를 유지했다. 클린턴은 헌법상 두 번의 임기로 제한되었고(재선된 민주당 대통령 중 첫 사례), 2000년 대통령 선거에서 승리한 공화당의 조지 W. 부시가 그 뒤를 이었다.
클린턴 대통령은 미국 역사상 두 번째로 긴 평시 경제 확장기를 감독했다. 취임 후 몇 달 만에 그는 세금을 인상하고 미래의 예산 흑자를 위한 토대를 마련한 1993년 통합예산총괄조정법에 서명했다. 그는 초당적인 폭력 범죄 통제 및 사법 집행법에 서명하고, 노동 조합과 환경론자들의 반대에도 불구하고 북미자유무역협정의 비준을 얻어냈다. 클린턴의 가장 야심찬 입법 구상인 보편적 의료 보험 제공 계획은 의회를 통과하지 못했다. 클린턴의 의제에 대한 반발은 공화당 혁명을 촉발시켰고, 공화당은 40년 만에 처음으로 미국 하원을 장악했다. 클린턴은 이에 대응하여 초당적인 연합을 구성하여 복지 개혁을 통과시키고, 어린이를 위한 건강 보험을 성공적으로 확대했다.
클린턴의 경제는 강했지만, 그의 대통령 재임 기간은 극적으로 오르내렸는데, 역사가 길 트로이는 이를 6막으로 특징지었다. 1993년 초의 1막은 아마추어적인 산만함으로 가득 찬 "부시 리그"였다. 1993년 중반까지 클린턴은 2막으로 회복하여 균형 예산과 NAFTA 무역 협정을 통과시켰다. 3막인 1994년에는 뉴트 깅그리치 하에 공화당이 결집하여 클린턴의 의료 개혁을 좌절시키고 40년 만에 처음으로 하원을 장악했다. 1995년부터 1997년까지는 4막으로 돌아왔고, 1996년에는 압도적인 재선 승리를 거두었다. 그러나 5막인 르윈스키 스캔들과 탄핵으로 1998년은 잃어버린 해가 되었다. 클린턴은 1999년에 은행 시스템을 규제 완화하면서 6막으로 행복하게 마무리했다. 외교 정책에서 클린턴은 발칸반도에서 폭격 작전을 시작하여 코소보에 유엔 보호령을 만들었다. 그는 이전 동구권 국가들로의 NATO 확장에 중요한 역할을 했으며, 보리스 옐친 러시아 대통령과 긍정적인 관계를 유지했다. 그의 두 번째 임기 동안 클린턴은 금융 및 통신 산업의 규제 완화를 주재했다. 클린턴의 두 번째 임기에는 1960년대 이후 처음으로 연방 예산 흑자가 발생했다. 대중이 보유한 부채의 GDP 대비 비율은 1993년 47.8%에서 2000년 33.6%로 감소했다. 그의 1998년 탄핵은 그가 백악관 인턴 모니카 르윈스키와의 관계를 맹세 아래 부인한 후에 발생했다. 그는 상원에서 모든 혐의에 대해 무죄를 선고받았다. 그는 루스 베이더 긴즈버그와 스티븐 브라이어를 미국 연방 대법원에 임명했다.
클린턴은 퇴임 당시 66%의 지지율을 기록하며 제2차 세계 대전 이후 퇴임 시 가장 높은 지지율을 기록한 대통령이 되었다. 그가 선호했던 후계자인 앨 고어 부통령은 치열한 2000년 대통령 선거에서 조지 W. 부시에게 아깝게 패했지만, 득표수는 더 많았다. 역사가와 정치학자들은 일반적으로 클린턴을 평균 이상의 대통령으로 평가한다.

## 1992년 선거

1992년 선거인단 투표 결과

조지 H. W. 부시 대통령의 1991년 성공적인 걸프 전쟁 이후 인기는 많은 저명한 민주당원들이 1992년 대통령 선거에 불참하도록 설득했다. 마리오 쿠오모와 딕 게파르트와 같은 당 지도자들이 불참하면서, 1992년 민주당 예비선거는 비교적 알려지지 않은 후보들로 구성되었다. 민주당 후보 지명을 추구한 사람들 중에는 매사추세츠주 전 상원의원 폴 송가스, 캘리포니아주 전 주지사 제리 브라운, 그리고 1983년부터 아칸소주 주지사로 재직했던 빌 클린턴이 있었다. 클린턴은 1992년 2월 첫 예비선거가 끝난 후 후보 지명 선두 주자로 떠올랐다. 중도파 민주당 지도자 협의회의 창립 멤버인 클린턴은 브라운과 같은 더 자유주의적인 민주당원들의 반대를 극복하고 1992년 4월 민주당 후보 지명을 확정했다.
부시는 보수 평론가 팻 뷰캐넌의 도전을 물리치고 당의 후보 지명을 얻었다. 한편, 텍사스 출신의 억만장자 사업가인 무소속 후보 로스 페로가 선거에서 중요한 요소로 떠올랐다. 페로는 양당에 실망한 유권자들에게 초점을 맞춘 포퓰리즘 캠페인을 펼쳤고, 북미자유무역협정에 대한 반대와 연방 예산의 균형을 맞추려는 열망을 강조했다. 1992년 6월 초에 실시된 여론 조사에서는 부시가 선두를 달리고 있었고, 페로와 클린턴이 그 뒤를 이었다. 7월부터 9월까지 페로는 일시적으로 선거에서 하차하여 그의 후보직에 심각한 피해를 입혔다. 1992년 민주당 전당대회에서 클린턴은 테네시주 상원의원 앨 고어를 러닝메이트로 선택했으며, 성공적인 전당대회는 클린턴 뒤에 민주당원들을 통합하는 데 도움이 되었다. 1992년 공화당 전당대회가 사회 문제에 중점을 두는 동안, 클린턴의 캠페인은 여전히 1990년대 초 경기 침체에서 벗어나고 있던 경제 상황에 초점을 맞췄다.
선거일, 클린턴은 득표율 43%를 얻었고 선거인단에서 압도적인 다수를 차지했다. 부시는 득표율 37.4%를 얻었고, 페로는 18.9%를 얻어 1912년 미국 대통령 선거|1912년 선거 이후 제3당 또는 무소속 대통령 후보 중 가장 좋은 성적을 기록했다. 후속 연구에 따르면 페로는 클린턴과 부시로부터 거의 동일한 수의 유권자를 끌어모았다. 클린턴의 승리에는 미국 북동부의 압승이 포함되었고, 그는 중서부, 서부, 남부의 여러 주에서도 승리했다. 유권자들의 경제에 대한 실망이 현직 후보에 반대하는 가장 큰 요인이었으며, 낙태는 그보다 작은 요인이었다. 동시 의회 선거에서 민주당은 미국 하원에서 축소된 다수당 지위를 유지했지만, 미국 상원에서는 의석 변동이 없었으며, 하원의장 톰 폴리와 상원 원내대표 조지 J. 미첼은 모두 그들의 직책을 유지했다. 공화당의 로버트 H. 미셸과 밥 돌은 각각 하원 소수당 원내대표와 상원 소수당 원내대표로 계속 재직했다.
클린턴은 취임 연설에서 유권자들로부터 받은 불확실한 권한과 국가 경험 부족을 다루었다. 그는 개신교 성경에 대한 평생의 연구, 가톨릭 조지타운 대학교에서의 교육, 로널드 레이건, 리처드 닉슨, 존 케네디, 지미 카터, 우드로 윌슨의 취임 연설에 크게 의존했다.

## 행정부

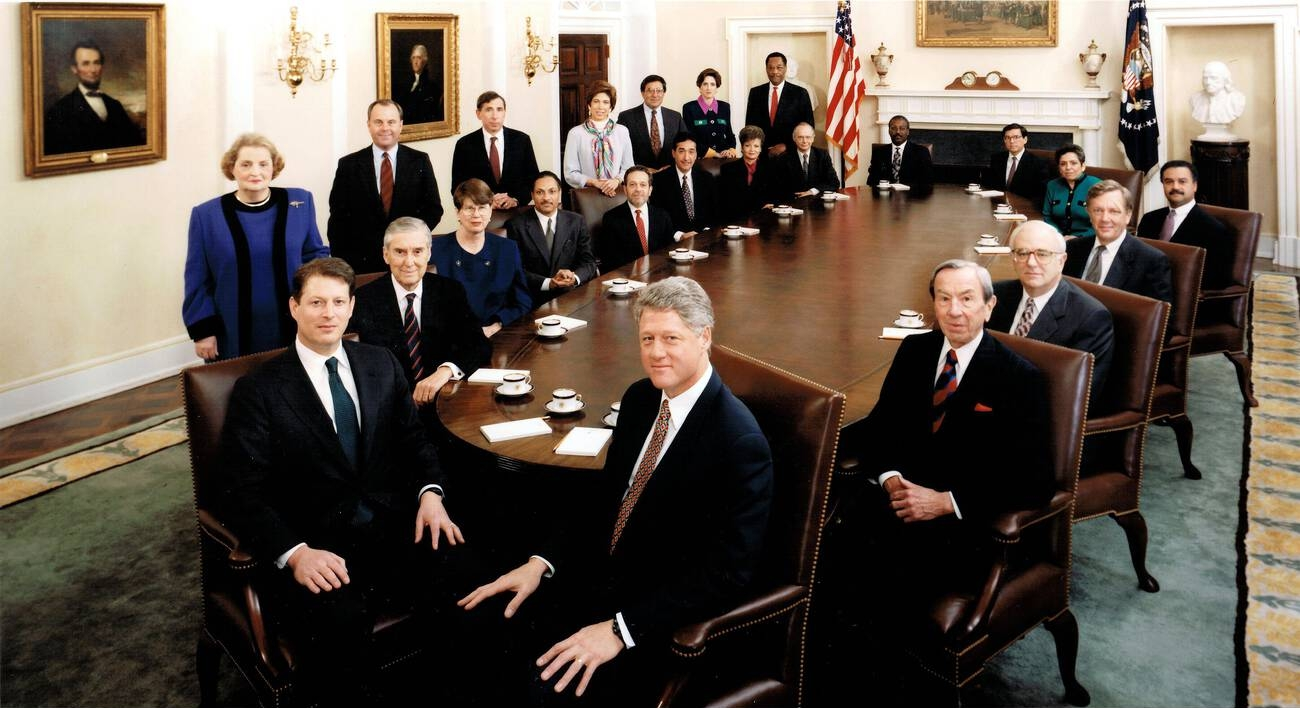
1993년 빌 클린턴 대통령과 그의 내각

클린턴의 오랜 친구이자 성공적인 사업 경력을 쌓았으며 아칸소주 민주당 위원장을 역임했던 맥 맥라티가 클린턴의 첫 번째 비서실장이 되었다. 클린턴은 텍사스주의 오랜 상원의원이자 1988년 민주당 부통령 후보였던 로이드 벤슨을 첫 번째 미국의 재무장관으로 설득했다. 클린턴의 첫 임기 초기에, 벤슨, OMB 국장 레온 파네타, 미국의 노동장관 로버트 라이시, 그리고 정책 조정관 로버트 루빈이 클린턴의 최고 경제 고문이었다. 클린턴의 첫 임기 외교 정책 팀은 국가안보보좌관 앤서니 레이크와 워런 크리스토퍼 국무장관이 이끌었으며, 이들 모두 카터 행정부에서 근무했다. 앨 고어 부통령과 영부인 힐러리 클린턴은 클린턴 행정부에서 가장 영향력 있는 인물 중 두 명이 되었고, 클린턴은 광범위한 문제에 대해 그들의 의견을 구했다.
클린턴은 최초의 여성 미국의 법무부 장관을 임명하기로 결정하고, 거의 알려지지 않은 기업 변호사 조이 베어드를 선정했다. 내니게이트 사건으로 알려진 사건에서, 상원 법사위원회는 베어드가 페루인 부부를 고용했는데, 이들 모두 미등록 이민자였다는 사실을 밝혀냈다. 베어드는 지명을 철회했고, 클린턴은 다음으로 킴바 우드를 선택했지만, 비슷한 문제로 인해 신속하게 철회해야 했다. 플로리다주 주 검사였던 재닛 리노가 몇 주 후에 법무장관으로 지명되었고, 1993년 3월에 인준을 받았다. 이러한 지명과 라니 기니에의 지명으로 어려움을 겪은 후, 클린턴은 이전에 공화당 행정부에서 근무했던 데이비드 저젠을 백악관 고문으로 초빙했다. 레스 애스핀 국방장관은 모가디슈 전투 이후 사임했으며, 윌리엄 J. 페리가 그 뒤를 이었다. 벤슨과 맥라티도 1994년에 퇴임했으며, 각각 루빈과 파네타가 그 자리를 대신했다.
클린턴의 재선 후, 파네타는 사임하고 전 부비서실장 어스킨 볼스가 그 자리를 대신했다. 매들린 올브라이트는 최초의 여성 국무장관이 되었고, 샌디 버거는 레이크의 뒤를 이어 국가안보보좌관이 되었으며, 전 공화당 상원의원 윌리엄 코언은 국방장관이 되었다. 기자 존 해리스에 따르면,
버거와 클린턴의 긴밀한 관계는 그를 클린턴의 두 번째 임기 동안 주요 외교 정책 인물로 만들었고, 헨리 키신저 이후 가장 영향력 있는 국가안보보좌관으로 만들었다. 존 포데스타는 1998년에 비서실장직을 맡았고, 로런스 서머스는 1999년에 루빈의 뒤를 이어 재무장관이 되었다.

## 사법부 임명

### 연방 대법원
클린턴은 미국 연방 대법원에 두 명의 대법관을 임명했다. 첫 번째 공석은 1993년 3월에 발생했는데, 당시 대법관 바이런 화이트가 클린턴에게 곧 퇴임할 것이라고 통보했다. 클린턴은 얼 워런과 유사한 방식으로 법정의 지도자가 될 수 있다고 믿는 마리오 쿠오모와 미국의 내무장관 브루스 배빗과 같은 다양한 정치 지도자들을 고려했다. 몇 주간의 고려 끝에 클린턴은 경험 많은 법률가를 임명하는 쪽으로 기울었고, 연방 항소법원 판사로 재직 중이던 스티븐 브라이어와 루스 베이더 긴즈버그를 인터뷰했다. 클린턴은 1993년 6월에 긴즈버그의 지명을 발표했고, 그녀는 두 달 후에 상원의 인준을 받아 샌드라 데이 오코너에 이어 대법원에 재직하는 두 번째 여성이 되었다. 해리 블랙먼은 1994년에 은퇴했고, 클린턴은 블랙먼의 후임으로 브라이어를 성공적으로 지명했다. 이 임명은 렌퀴스트 법원의 이념적 균형에 큰 영향을 미치지 않았는데, 보수주의자들은 대법원에서 여전히 근소한 다수를 차지하고 있었다.

### 기타 법원
클린턴은 또한 미국 연방 항소법원에 66명, 미국 지방법원에 305명의 판사를 임명했다. 클린턴이 임명한 항소법원 판사 중에는 미래의 대법관 소니아 소토마요르와 2016년 대법원에 지명되었으나 상원의 인준을 받지 못한 메릭 갈랜드가 있었다. 갈랜드는 나중에 2021년 조 바이든 행정부에서 미국의 법무부 장관이 되었다.

## 국내 문제

### 예산
클린턴은 주로 자유주의자들이 바라는 도심 지역 프로그램을 돕기 위해 160억 달러의 경기 부양책을 제안했지만, 상원에서 공화당의 필리버스터에 의해 저지되었다.

#### 1993년 통합예산총괄조정법
클린턴은 레이건과 부시 행정부로부터 물려받은 막대한 예산 적자에 직면했다. 1992 회계연도에는 2900억 달러의 적자가 발생했다. 적자를 줄이기 위해 벤슨, 파네타, 루빈은 클린턴에게 증세와 지출 삭감을 동시에 추진하도록 촉구했다. 그들은 적자를 길들임으로써 클린턴이 연방준비제도 이사회 의장 앨런 그린스펀에게 금리 인하를 장려할 것이며, 이는 투자자들의 신뢰 증가와 함께 경제 호황으로 이어질 것이라고 주장했다. 클린턴의 일부 고문들은 적자 감축에 초점을 맞추는 것이 잠재적으로 민주당이 "세금 지출"이라는 평판을 벗는 데 도움이 될 수 있으므로 정치적으로도 이득이 될 것이라고 믿었다. 로버트 라이시 노동부 장관은 정체된 소득이 적자보다 더 큰 경제 문제라고 주장했지만, 클린턴은 취임 첫 해의 주요 경제 우선순위로 적자 감축을 추진하기로 결정했다. 그렇게 하면서 그는 캠페인 기간 동안 옹호했던 중산층 감세 정책을 마지못해 포기했다.
클린턴은 1993년 2월 의회에 예산 계획을 제출했으며, 1997년까지 적자를 절반으로 줄일 수 있는 세금 인상과 지출 삭감의 조합을 제안했다. 공화당 지도자들은 어떠한 세금 인상에도 강력히 반대했으며, 의회 공화당원들에게 클린턴의 예산에 반대하도록 압력을 가했다. 단 한 명의 공화당원도 클린턴의 제안된 법안에 찬성표를 던지지 않았다. 상원 민주당원들은 새로운 에너지 세금의 시행을 없애고 휘발유 세금 인상으로 대체했지만, 클린턴은 근로 장려 세제 확장을 좌절시키려는 노력을 성공적으로 막아냈다. 근소한 차이로 상원과 하원 모두 클린턴의 예산 법안을 통과시켰고, 협의회는 하원과 상원 간의 차이를 해결했다. 하원은 최종 법안을 218대 216으로 통과시켰다. 밥 케리와 다른 민주당 상원의원들을 집중적으로 로비한 후 클린턴은 상원에서 50대 50 동점 투표로 법안을 통과시켰다. 앨 고어 부통령이 동점 투표를 깨트렸다. 클린턴은 1993년 8월 10일 1993년 통합예산총괄조정법(OBRA–93)에 서명했다. 이 법안은 5년간 2,550억 달러의 지출 삭감을 규정했으며, 이 중 많은 부분이 메디케어와 군에 영향을 미쳤다. 또한 5년간 2,410억 달러의 새로운 수익을 규정했으며, 대부분의 수익은 휘발유 세금 인상이나 연간 10만 달러 이상을 버는 사람들에 대한 세금 인상에서 비롯되었다.

#### 정부 셧다운
1994년 선거에서 공화당이 의회를 장악한 후, 새로 취임한 하원의장 뉴트 깅그리치는 감세, 복지 개혁, 주요 국내 지출 삭감을 시행할 보수적인 "혁명"을 약속했다. 깅그리치는 104차 미국 의회의 첫 100일 동안 주요 보수 개혁을 이뤄내지 못했지만, 많은 관찰자들은 의장이 국내 정책의 주도권을 대통령실로부터 장악할지 여전히 궁금해했다. 한편, 보수주의가 부상하고 뉴딜 자유주의가 후퇴하는 상황에서 클린턴은 정부 개입주의를 완전히 거부하지 않는 새로운 합의를 구축하기를 희망했다. 당의 선거 패배에 대한 반응으로 클린턴은 컨설턴트 딕 모리스를 고용했고, 그는 클린턴이 보수 공화당원과 자유주의 민주당원 사이에서 삼각대화 정책을 추구해야 한다고 주장했다. 모리스는 일부 공화당 아이디어를 채택함으로써 클린턴이 자신의 인기를 높이는 동시에 일부 보수주의자들이 주장하는 급진적인 개혁의 가능성을 차단할 수 있다고 주장했다.
공화당 의회는 클린턴에게 메디케어 지출을 삭감하고 부유층을 위한 주요 감세를 포함하는 예산 계획을 제시했으며, 1995년 11월 14일까지 법안을 승인할 기한을 주었다. 기한이 지나면 자금 부족으로 인해 정부는 일시적으로 폐쇄될 수밖에 없었다. 이에 대응하여 클린턴은 메디케어 지출 삭감을 포함하지 않지만 2005년까지 예산 균형을 맞출 자체 계획을 제시했다. 클린턴이 공화당 법안에 서명하기를 거부하자, 정부의 주요 부문은 의회가 임시 조치를 제정할 때까지 운영을 중단했다. 12월 16일 클린턴이 부유층에 대한 세금 감면을 확대하고, 사회 복지 프로그램 지출을 삭감하며, 메디케이드의 통제권을 주정부로 이전하는 공화당 예산안을 거부하자 정부는 다시 폐쇄되었다. 21일간의 정부 폐쇄 후, 대중에게 극단주의자로 비춰질 위험에 처한 공화당은 클린턴의 예산을 수용했다.

#### 세부항목 거부권
클린턴은 1996년 세부항목 거부권법의 통과를 확보하여, 많은 대통령들이 원했지만 얻지 못했던 그 권한을 얻은 첫 번째 대통령이 되었다. 그러나 이 법은 클린턴 대 뉴욕 시 판결에서 대법원에 의해 위헌으로 판결되어 그 효과는 매우 짧았다.

#### 예산 흑자

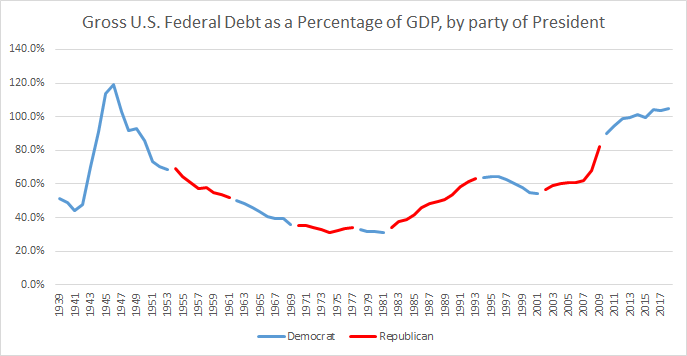
대통령의 정당별 GDP 대비 미국 연방 총부채

강력한 경제와 함께 1993년의 적자 감축 계획은 매년 더 적은 예산 적자를 가져왔다. 연방 예산 상황이 개선되면서, 클린턴과 의회 공화당원들은 1997년에 예산에 비교적 작은 변화를 가져오는 예산 합의에 도달했다. 1998년, 연방 정부는 1960년대 이후 처음으로 예산 흑자를 경험했다. 예산 흑자의 중요성을 반영하여, 뉴욕 타임스는 예산 적자의 종식을 "베를린 장벽의 붕괴와 같은 재정적 사건"으로 묘사했다. 공화당 지도자들은 예산 흑자를 고려하여 대규모 감세를 요구했지만, 클린턴은 그의 임기 마지막 3년 동안 어떠한 주요 예산 변경도 성공적으로 저지했다. 1997년, 클린턴은 공화당과의 협정에 동의하여 자본 이득에 대한 세율을 20%로 낮추고, 500달러의 자녀 세액 공제를 시행하며, 어린이 의료비 지원을 늘리고, 연방 담배세를 갑당 24센트에서 39센트로 인상했다. 그러나 공화당은 연방 최저 임금 인상과 노인을 위한 무료 처방약을 제공하도록 고안된 법안을 포함하여 클린턴이 선호하는 일부 정책을 막았다.

### 의료

#### 1993년 의료 계획
클린턴이 취임했을 때, 미국 성인 중 약 20%가 건강 보험이 없었다. 미국이 다른 선진국들보다 의료에 더 많은 돈을 지출했음에도 불구하고 말이다. 많은 자유주의자들은 캐나다와 유사한 단일 지불자 의료 시스템의 설립을 옹호했고, 반면 의회 공화당원 그룹은 정부 보조금과 개인이 건강 보험을 구매하도록 요구하는 의무화로 구성된 계획을 개발했다. 행정부는 영부인 힐러리 클린턴이 이끄는 태스크포스를 구성하여 보편적 건강보장을 제공할 계획을 만들도록 했다. 영부인에게 주요 정책 역할을 부여하는 것은 전례가 없는 일이었고 논란을 불러일으켰다. 그녀는 단일 지불자 시스템에 대한 요구를 거부하고, 고용주 기반 건강 보험의 확장을 기반으로 한 의료 계획을 제안했다. 고용주로부터 보험에 가입되지 않은 개인은 정부로부터 보험에 가입될 것이다. 이 계획은 또한 "관리형 경쟁"이라는 개념에서 정부의 규제 역할을 확대할 것이며, 정부가 각 계획이 제공할 수 있는 최소한의 혜택 수준을 설정할 것이다. 또한 이 계획은 보험사가 연령 및 기존 질환을 기반으로 고객에게 다른 요금을 청구하는 것을 막을 것이다.
1993년 OBRA–93의 통과와 NAFTA의 비준을 얻어낸 후, 대통령은 1994년 의료를 주요 입법 초점으로 삼았다. 많은 기업들이 자체 비용 절감을 희망하며 클린턴의 의료 제안을 지지했지만, 다른 여러 그룹들은 이 계획에 강력히 반대했다. 자유주의자들은 클린턴이 더 광범위한 개혁을 제안하지 않은 것을 비판했고, 보수주의자들은 정부의 확장을 공격했다. 이익 단체들은 클린턴 의료 법안이 의료 배급제, 선택권 감소, 비용 증가로 이어질 것이라고 주장하는 광고 캠페인을 펼쳤다. 미국 건강 보험 협회의 "해리와 루이스" 광고 캠페인은 클린턴 의료 법안에 대한 대중의 반대에 특히 중요하게 영향을 미쳤다. 한편, 뉴트 깅그리치 하원의원과 칼럼니스트 빌 크리스톨은 의회 공화당원들에게 어떠한 형태의 타협도 저항하도록 설득했다. 클린턴이 1993년 초에 의회 민주당원들과 온건 공화당원들과 협력하지 않기로 결정한 것, 그리고 법안의 여러 측면에 대한 자신의 타협 거부도 주요 의료 법안 통과의 희망을 더욱 손상시켰다. 공화당이 그의 계획에 반대하여 통합되었고, 그의 당이 분열된 상황에서 클린턴은 1994년 9월 의료 개혁을 포기하기로 결정했다.

#### 기타 의료 법안
취임 한 달 만에 클린턴은 1993년 가족 및 의료 휴가법에 서명했다. 부시가 두 번 거부했던 이 법은 임신을 포함한 특정 의료 및 가족 이유로 최대 12주의 무급 병가를 보장했다.
1996년 8월, 클린턴은 건강 보험 이동성 및 책임에 관한 법률에 서명했다. 이 초당적 법안은 사람들이 직장을 바꿀 경우 보험 계획을 유지할 권리를 부여했으며, 다른 여러 건강 관리 개혁도 포함했다. 1996년 10월, 에드워드 M. 케네디 상원의원은 일하는 빈곤층 아동을 위한 의료 보장 법안을 도입했는데, 이는 담배 한 갑당 75센트의 세금 인상으로 재정 지원될 예정이었다. 클린턴과 공화당 상원의원 오린 해치와 협력하여 케네디는 1997년 아동 건강 보험 프로그램의 통과를 이끌어냈다.

### 복지 개혁
1990년대 복지 개혁의 성공적인 통과는 클린턴 대통령의 "삼각대화" 전략, 즉 자유주의 민주당원과 보수 공화당원 사이에서 자신을 중도에 위치시켜 다수 연합을 구축하고 결과에 대한 완전한 공로를 인정받는 전략이었다. 이 전략은 "삼각대화"라고 불렸다.
정부 셧다운 종료 직후, 클린턴은 저소득층 아동 가구에 재정 지원을 제공하는 부양 아동 가정 지원 (AFDC) 프로그램에 대한 주요 변경 계획을 발표했다. 클린턴은 이 프로그램이 많은 빈곤 가구와 개인을 의도치 않게 빈곤의 순환에 가두고 있다고 믿었으며, AFDC의 자금을 직업 훈련 및 보육 프로그램으로 전환하는 것을 선호했다. 공화당원들은 복지 시스템에 대한 주요 변경이라는 클린턴의 목표를 공유했지만, 직업 훈련 프로그램에 자금을 지원할 의사가 없었고 합법적인 이민자들이 복지 혜택을 받는 것을 막고 싶어했다. 클린턴은 AFDC를 종료하는 공화당 계획에 두 번 거부권을 행사했지만, 결국에는 어떤 개혁도 없는 것보다 공화당 개혁 계획을 선호하기로 결정했다. 1996년 7월, 클린턴은 AFDC를 종료하는 개인 책임 및 노동 기회 법안에 서명했다. 이 법안은 그 자리에 빈곤 가구 임시 지원 (TANF) 프로그램을 만들었는데, 이는 보조금 수혜자에게 새로운 취업 요건과 평생 제한을 부과하고, 프로그램 관리에 대한 책임을 주정부로 이전했다. 경제 개선과 근로 소득세 공제 확대로 인해 현금 공공 지원을 받는 미국인의 수는 1996년 1,220만 명에서 2001년 530만 명으로 감소했다.
논평가들은 때때로 클린턴의 기업가 정신과 탈산업 부문에 대한 강조가 1980년대 레이건 공화당원들이 처음 제시한 보수적 아이디어를 차용한 것이라고 추측하기도 했다. 그러나 브렌트 세불은 삼각대화가 새로운 일자리 창출과 진보적 정책 혁신을 지원할 수 있는 새로운 세입 창출이라는 목표를 가지고 경제를 구조화하려는 전통적인 자유주의적 노력이었다고 주장한다. 이러한 전통은 뉴딜 정책에서 영감을 받은 지방 및 주 정책과 1970년대의 "공급 측면 자유주의"로 거슬러 올라간다.

#### 기타 복지
1993년에 푸드 스탬프에 실질적인 변화가 있었고, 1993년 HUD 시범법은 "혁신적인 노숙자 이니셔티브 시범 프로그램, 섹션 8 연금 기금 시범, NCDI 프로그램"을 포함한 여러 시범 사업을 승인했다.
직접 학자금 대출 프로그램이 도입되었고, 0세에서 3세 아동을 위한 초기 헤드 스타트 프로그램과 특수 금융 기관 및 저소득층 지역사회를 지원하는 전통적인 은행을 지원하기 위한 지역사회 개발 금융 기관 (CDFI) 기금도 설립되었다. 또한, 메디케어 혜택 패키지가 확대되었다. 근로 소득세 공제는 확대되어 근로 가정에 더 큰 혜택을 제공하고 자녀가 없는 근로자도 혜택을 받을 수 있도록 했다. 1996년, 의회는 최저 임금을 20% 인상하여 거의 1천만 명의 미국인들의 소득을 늘렸다. 클린턴 행정부의 복지 개혁의 일환으로, 20만 명 이상의 복지 수혜자들이 일자리에 더 가까이 갈 수 있도록 주택 바우처를 받았으며, 복지-취업 세액 공제는 기업들이 장기 복지 수혜자들을 고용하도록 장려했다. 또한, 지역사회는 저소득층 근로자들이 직장에 갈 수 있도록 교통 솔루션을 설계하는 데 연방 지원을 받았다.
저소득 가구를 위한 더 나은 영양 지원이 제공되었으며, 클린턴 재임 기간 동안 의회는 여러 주요 영양 및 주거 지원 프로그램에 대한 연방 지원을 늘렸다. 여성, 유아 및 아동을 위한 특별 보충 영양 프로그램은 클린턴 취임 전 8년 동안 연평균 27억 달러였던 자금 지원 수준이 그의 대통령 재임 기간 동안 39억 달러로 증가했으며, 푸드 스탬프 프로그램은 연평균 213억 달러에서 249억 달러로 증가했다. 주택 측면에서 연방 주택 지원 자금은 클린턴 재임 전 8년 동안 연평균 204억 달러였던 것이 그의 대통령 재임 기간 동안 연평균 290억 달러로 증가했다.
1997년에 자녀 세액 공제가 도입되어 적격 자녀 1인당 가족의 소득세 부담을 500달러 직접 줄였다. 또한, 헤드 스타트 프로그램에 대한 연방 자금은 33억 달러 (2000년 고정 달러 기준)에서 2000년에는 53억 달러로 증가했다.
1993년에 아메리코프스(AmeriCorps)가 설립되었는데, 이는 젊은이들에게 지역사회 봉사의 기회를 제공하고 대학이나 기술 훈련을 위한 돈을 벌 수 있도록 하는 지역사회 봉사 프로그램이었다. 단 5년 만에 거의 20만 명의 젊은이들이 이 프로그램에 등록되었다.

### 반마약 전략
1993년 2월, 클린턴은 국립 마약 통제 정책국 직원의 84%를 감축하여 직원 규모를 146명에서 24명으로 줄였다. 토머스 F. "맥" 맥라티 비서실장은 "클린턴 대통령은 마약 문제 퇴치를 위한 자원이 주 및 지역 수준의 교육, 치료, 법 집행에 투입되어야 한다고 믿는다"고 나중에 밝혔다.

### 경제
| 회계 연도 | 수입    | 지출    | 흑자/ 적자 | GDP      | GDP 대비 부채 비율 |
| --------- | ------- | ------- | ---------- | -------- | ------------------ |
| 1993      | 1,154.3 | 1,409.4 | −255.1     | 6,775.3  | 47.9               |
| 1994      | 1,258.6 | 1,461.8 | −203.2     | 7,176.9  | 47.8               |
| 1995      | 1,351.8 | 1,515.7 | −164.0     | 7,560.4  | 47.7               |
| 1996      | 1,453.1 | 1,560.5 | −107.4     | 7,951.3  | 47.0               |
| 1997      | 1,579.2 | 1,601.1 | −21.9      | 8,451.0  | 44.6               |
| 1998      | 1,721.7 | 1,652.5 | 69.3       | 8,930.8  | 41.7               |
| 1999      | 1,827.5 | 1,701.8 | 125.6      | 9,479.4  | 38.3               |
| 2000      | 2,025.2 | 1,789.0 | 236.2      | 10,117.5 | 33.7               |
| 2001      | 1,991.1 | 1,862.8 | 128.2      | 10,526.5 | 31.5               |
| Ref.      | [ 72 ]  | [ 72 ]  | [ 72 ]     | [ 73 ]   | [ 74 ]             |

1971년~2001년 수억 달러 단위의 예산 적자 및 흑자

클린턴은 낮은 인플레이션과 낮은 실업률 시기인 "골디락스 경제"를 주재했다. 1990년대 동안 다우 존스 산업평균지수는 4배가 되었고, 주식 투자를 한 가구의 비율은 1989년 32%에서 2001년 51%로 증가했다. 소득 불균형도 심화되어, 가장 부유한 가구들이 전체 소득에서 더 높은 비율을 차지했다. 그럼에도 불구하고, 2000년 달러로 인플레이션 조정된 중간 가구 소득은 1995년 38,262달러에서 2000년 42,151달러로 증가했다. 2000년에는 실업률이 4%로 감소했고, 빈곤율은 11.3%로 감소했다.
럿거스 대학교 역사 및 미디어 연구 교수 데이비드 그린버그는 다음과 같이 주장했다.
클린턴 대통령 재임 말기에는 수치들이 일관되게 인상적이었다. 기록적인 흑자와 기록적인 빈곤율 외에도, 경제는 역사상 가장 긴 경제 확장; 1970년대 초 이후 가장 낮은 실업률; 그리고 미혼모, 흑인 미국인, 노년층을 위한 가장 낮은 빈곤율을 자랑할 수 있었다.

클린턴은 취임 첫해에 300억 달러 규모의 경기 부양책을 제안했지만, 그의 제안은 상원 공화당에 의해 저지되었고, 그는 재임 기간 동안 유사한 제안을 통과시키지 못했다. 클린턴은 통화주의가 워싱턴의 많은 사람들 사이에서 경제 성장의 지배적인 이론으로 케인스주의를 대체한 시기에 집권했다. 통화주의 이론에 따르면, 클린턴의 재정 정책은 경제에 상대적으로 거의 영향을 미치지 않았을 것이다. 대신, 통화주의자들은 경제가 통화 정책을 설정하는 임명직 공무원 그룹인 연방 준비 이사회에 의해 주도된다고 주장했다. 클린턴 재임 기간 내내 앨런 그린스펀이 연방 준비 이사회 의장을 역임했으며, 1990년대 중후반 경제가 개선되면서 그는 특히 저명한 공인으로 부상했다. 강한 경제에 대한 공로의 대부분은 그린스펀에게 돌아갔지만, 클린턴 행정부 또한 강한 경제의 혜택을 누리는 미국인들의 지지에 힘입어, 그의 개인적인 논란에도 불구하고 클린턴은 계속해서 인기를 유지했다.

### 규제 완화
클린턴은 통신 및 금융 산업의 규제 완화 시기를 주재했다. 1999년, 클린턴은 그램-리치-블라일리법 (GLBA)에 서명했다. 이 법은 뉴딜의 1933년 글래스-스티걸법 조항을 폐지했는데, 이 조항은 은행들이 연방 감독과 예금보험과 같은 보호를 받는 상업은행으로 분류되거나, 규제가 덜하지만 연방 보호를 받지 못하는 투자은행으로 분류되도록 요구했다. 금융 서비스 산업은 1980년대부터 GLBA의 이 조항을 폐지하려고 시도했으며, 로버트 루빈 재무장관과 클린턴 행정부의 협력 덕분에 마침내 성공했다. 그들은 금융 산업이 세계적으로 경쟁력을 유지하기 위해 규제 완화가 필요하다고 믿었다. 이 법안은 양원 모두에서 최소한의 저항으로 통과되었다. 이 계획에 대한 반대는 주로 폴 웰스톤 상원의원과 같은 자유주의자들로부터 나왔는데, 그들은 은행 규제 완화가 금융 위기로 이어질 것을 우려했다.
클린턴은 퇴임 직전 2000년 상품 선물 현대화법에 서명했는데, 이는 파생상품 거래를 규제 완화했다. 이 법안에는 엔론과 같은 기업의 에너지 거래에 대한 규제를 완화하는 "엔론 루프홀"도 포함되었다. 클린턴은 또한 1996년 통신법에도 서명했는데, 이는 1934년 통신법의 첫 번째 주요 개혁이었다.

### 성소수자 인권

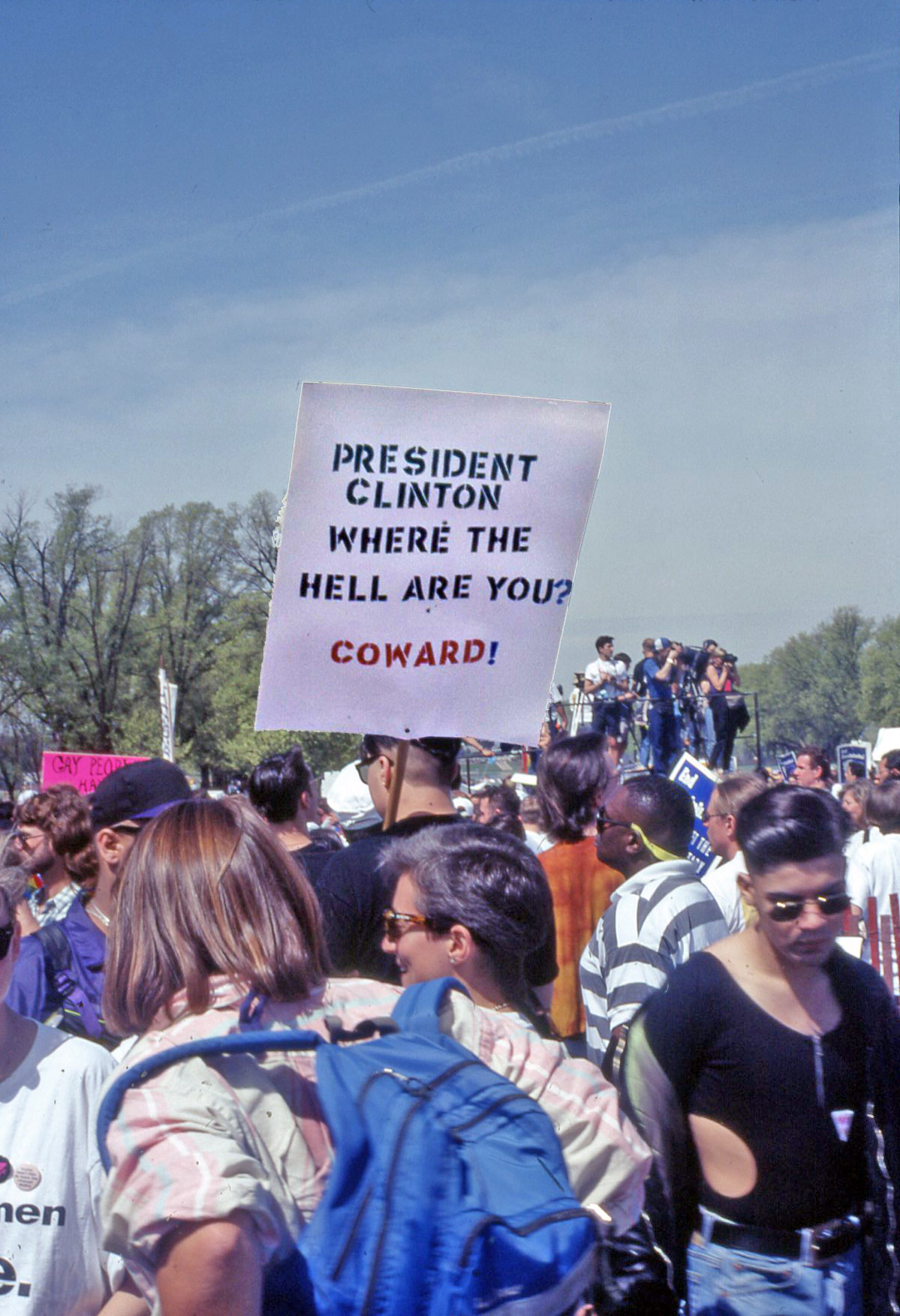
1993년 성소수자 평등권 및 해방을 위한 워싱턴 행진에서 "클린턴 대통령, 대체 어디 계십니까? 비겁자!"라고 쓰인 플래카드

클린턴은 동성애자들의 군 복무 권리를 지지했으며, 레스 애스핀 국방장관과 함께 공개적으로 동성애자가 군 복무를 할 수 있도록 하는 계획을 개발했다. 클린턴의 제안은 군 지도자들, 특히 해병대 사령관 칼 이프팅 먼디 주니어로부터 강한 반발을 받았다. 이에 콜린 파월 장군은 군이 신병들에게 성적 지향에 대해 묻지 않지만, 동성애자임을 밝힌 사람들을 해고할 권리는 유지하는 타협안을 제안했다. 클린턴은 "Don't ask, don't tell"로 알려진 이 타협 정책에 저항했지만, 양당의 의회 지도자들은 동성애자들의 공개 군 복무를 허용하는 모든 행정 명령을 뒤집을 것임을 분명히 했다. 클린턴은 결국 돈트 애스크, 돈트 텔 정책을 수용했고, 이후 10년 동안 약 1만 명이 동성애자임을 밝힌 후 군에서 해고되었다. 1996년 9월, 클린턴은 동성결혼에 대한 연방 인정을 부인하는 결혼 방어법에 서명했지만, 이 법은 거부권을 무력화할 수 있는 다수결로 통과되었으며 그는 이 법이 불필요하고 분열을 조장한다고 비난했다.

### 낙태
취임 후 클린턴은 연방 지원을 받는 진료소에서 낙태 상담을 막았던 개그 오더를 철회했다. 그는 또한 태아 조직을 의료 연구에 사용하는 것을 허용하는 행정 명령에 서명했다. 이러한 초기 정책 결정은 클린턴이 전임자들의 사회 보수적 정책과 결별했음을 시사했다. 클린턴은 또한 클리닉 입구 접근 자유법에 서명했는데, 이는 낙태 진료소 및 예배 장소를 방해하는 것을 연방 범죄로 만들었다. 1996년 4월, 클린턴은 후기 또는 부분 출산 낙태를 금지하는 법안에 거부권을 행사했는데, 이 절차를 잠재적으로 생명을 구할 수 있는 것으로 보고 소수의 영향을 받을 수 있는 여성들이 정치적 희생양이 되어서는 안 된다고 주장했다. 가톨릭 주교들은 그의 행동을 비난했다. 클린턴은 1997년에 또 다른 유사한 법에 거부권을 행사했다. 공화당은 나중에 부분 출산 낙태 금지법을 통과시켰고, 이 법은 조지 W. 부시 대통령이 2003년에 서명했다.
1996년 10월, 클린턴은 뉴스 방송국을 위한 아동 납치 앰버 경고 시스템과 전국 성범죄자 등록부를 만든 앰버 해거맨 아동 보호법에 서명했다.

### 화기
1993년 11월, 클린턴은 총기 구매자에 대한 신원 조회를 의무화하는 브래디 핸드건 폭력 방지법에 서명했다. 1994년, 클린턴은 폭력 범죄 통제 및 사법 집행법에 서명했는데, 여기에는 연방 살상용 무기 금지법으로 알려진 조항이 포함되었다. 폭력 범죄 통제 및 사법 집행법은 10만 명의 지역 법 집행 공무원을 위한 자금을 제공하고, 재범자에 대한 형사 처벌을 강화하는 연방 삼진아웃법을 제정했다. 연방 살상용 무기 금지법은 여러 종류의 반자동 소총 판매를 금지했지만, 이 조항은 이미 개인 소유의 150만 정 반자동 소총에는 적용되지 않았고, 다른 종류의 총기에도 영향을 미치지 않았다.

### 환경주의
자유주의 민주당원들은 경제에 초점을 맞춘 클린턴보다 환경주의를 더 높은 우선순위에 두었다. 클린턴 행정부는 환경 보호에 대한 대중의 요구에 응답했다. 클린턴은 행정 명령을 통해 17개의 국립 기념물을 지정하여 벌목, 채광, 석유 또는 가스 시추와 같은 상업 활동을 금지했다. 클린턴은 또한 해양 보호 구역 내에서의 시추를 영구적으로 동결시켰다. 다른 대통령 및 부처 명령들은 다양한 습지와 해안 자원을 보호하고 2013년까지 해안선에서 새로운 석유 임대 계약에 대한 기존 모라토리엄을 연장했다. 1994년 선거에서 공화당이 승리한 후, 클린턴은 환경 규제를 축소하기 위한 개정안이 포함된 일련의 예산 법안에 거부권을 행사했다. 클린턴은 자신의 행정부가 "역사상 가장 강력한 대기 질 보호 조치를 채택하고, 식수와 식량의 안전을 개선했으며, 이전 두 행정부를 합친 것보다 약 3배 많은 독성 폐기물 부지를 정화했고, 새로운 세대의 연료 효율적인 차량과 대체 연료 차량의 개발을 촉진하는 데 도움을 주었다"고 자랑했다.
앨 고어 부통령은 지구 기후 변화에 깊이 우려했고, 클린턴은 대통령 지속가능발전위원회를 설립했다. 1998년 11월, 클린턴은 교토 의정서에 서명했는데, 이는 선진국들이 탄소 배출량을 줄이기로 약속한 국제 협약이었다. 그러나 이 협약이 중국, 인도, 인도네시아와 같은 개발도상국의 급증하는 배출량에 적용되지 않는다는 이유로 상원은 이를 비준하기를 거부했다.
환경 문제의 핵심 인물은 브루스 배빗이었다. 그는 환경 유권자 연맹의 전 대표였으며, 클린턴의 내무장관으로 8년 내내 재직했다. 존 D. 레시에 따르면:
그의 가장 기억에 남는 유산은 아마도 환경 복원에 대한 그의 옹호, ESA (1973년 멸종 위기 종 법안)와 그것이 보호하는 생물 다양성을 보호하고 지원하기 위한 노력, 그리고 그의 재임 기간 동안 꽃피운 공공 토지 보전 조치들일 것이다.
내무부는 미국의 연방 공공 토지의 경관 및 역사적 지역을 보호하기 위해 노력했다. 2000년 배빗은 국립 경관 보존 시스템을 만들었는데, 이는 15개의 미국 국립기념물과 14개의 국립 보존 지역으로 구성되어 토지 관리국에서 "건강하고, 개방적이며, 야생적인" 방식으로 관리하도록 했다.
주요 쟁점은 공공 토지에서 소를 방목하는 목장주에게 부과되는 낮은 수수료였다. "가축 단위 월"(AUM) 수수료는 단지 1.35달러였으며 1983년 시장 가치보다 훨씬 낮았다. 연방 정부가 사실상 목장주에게 보조금을 지급하고 있으며, 소수의 대기업이 수백만 에이커의 방목지를 통제하고 있다는 주장이었다. 배빗과 오클라호마주 하원의원 마이크 시나르는 환경 운동가들을 결집시키고 수수료를 인상하려고 노력했지만, 미국 서부의 상원의원들은 그들의 제안을 성공적으로 저지했다.

### 농업
클린턴 주지사 시절 아칸소주에 거대한 농장이 있었지만, 대통령이 되어서는 농민에 대한 지원을 대폭 삭감하고 담배에 대한 세금을 인상했다. 한 고위 정책 회의에서 예산 전문가 앨리스 리블린은 대통령에게 재선 캠페인을 위한 새로운 슬로건이 있다고 말했다. "우리는 농민을 위한 복지를 끝낼 것이다." 클린턴은 짜증을 내며 반박했다. "농민은 좋은 사람들이다. 우리가 이런 일들을 해야 한다는 것을 안다. 우리는 이 삭감을 할 것이다. 하지만 이에 대해 기분 좋아할 필요는 없다."
수출이 농업 생산량의 4분의 1 이상을 차지하면서, 농민 단체들은 중국에 대한 최혜국 대우 (MFN) 무역 지위 문제에 대해 인권 운동가들을 물리치기 위해 기업 이익 단체와 협력했다. 그들은 주요 관세 인상이 수입업자와 소비자에게 피해를 줄 것이라고 주장했다. 그들은 중국이 미국 수출업자들에게 보복할 것이라고 경고했다. 그들은 더 자유로운 무역 정책과 중국 인권 침해에 대한 관심 감소를 원했다.
환경 운동가들은 농업 정책에 깊은 관심을 갖기 시작했다. 그들은 농업이 토양 침식과 습지 파괴 측면에서 환경에 점점 더 부정적인 영향을 미칠 것을 우려했다. 살충제와 비료의 사용 확대는 각 농장뿐만 아니라 하천과 호수, 도시 지역으로까지 토양과 물을 오염시켰다.

### 교육
클린턴 취임 전 8년 동안 초등 및 중등 교육에 대한 연방 자금 지원은 연평균 85억 달러였지만, 클린턴의 두 임기 동안 그 평균은 111억 달러로 증가했다. 이러한 상당한 자금 증가는 1965년 초등 및 중등 교육법을 재승인한 1994년 미국 학교 개선법에 의해 뒷받침되었다. 목표는 학교의 책임성을 향상시키고 저소득층 학생들이 성공하도록 돕는 동시에, 모든 학생들이 기술 혁명의 혜택을 받고 다음 물결에 기여할 수 있도록 학교에 기술을 교육 과정에 통합할 새로운 권한을 부여하는 것이었다.
고등 교육에 대한 연방 지원도 확대되어, 최대 펠 그랜트 수여액이 증가하고 클린턴 임기 말까지 학생 재정 지원 수준이 20% 증가했다. 1993년 학생 대출 개혁법은 직접 연방 학자금 대출을 도입하여 학생들의 대출 비용을 절감하고 연방 정부의 수십억 달러의 절감 효과를 가져왔다. 1997년에는 고등 교육 비용을 충당하는 데 도움이 되는 두 가지 세금 공제, 즉 희망 장학금 세금 공제와 평생 학습 세금 공제가 통과되었다. 과학 연구에 대한 연방 자금 지원이 강화되어, 국립 과학 재단에 대한 자금 지원이 30% 이상 증가했으며, 에너지부 과학국의 연간 예산은 거의 두 배로 증가하여 28억 달러가 되었다. 1998년에 시작된 GEAR UP 대학 준비 프로그램은 빈곤율이 높은 중학교 및 고등학교에 연방 보조금을 제공하기 시작했다. 이 학교의 모든 학생들은 학교에서 성공하고 대학에 진학하는 데 도움이 되는 서비스를 제공받았으며, 2000-2001년 기준으로 20만 명의 학생들이 GEAR UP의 서비스를 받았다. 인터넷 접속을 늘리고 "디지털 격차"를 줄이기 위해 지역사회 기술 센터 (인터넷 접속이 거의 없거나 전혀 없는 도시 및 농촌 지역에 위치)에 대한 자금 지원이 세 배로 늘었다. 교육 기술이 확장되어 교육 기술에 지출된 금액은 1994년 2천7백만 달러에서 2000년 7억 6천9백만 달러로 증가했으며, 1996년 통신법의 일환으로 클린턴은 학교와 도서관의 인터넷 접속을 보조하는 "E-Rate"의 포함을 얻어냈다.

### 건강
클린턴 취임 전 8년 동안 국립보건원은 연평균 90억 달러를 지출했지만 클린턴 재임 기간 동안 의회는 NIH 자금을 40% 늘려 연평균 127억 달러를 지출했다. 2000년까지 연방 NIH 자금은 연간 150억 달러를 넘어섰는데, 이는 클린턴이 처음 취임했을 때의 NIH 지출보다 50% 증가한 수치로, 건강 및 질병 연구에 지출된 연구 자금 중 가장 높은 수준이었다.

### 지역사회 재투자
클린턴의 지시에 따라, 지역사회 재투자법의 적용을 받는 대출 기관들은 노력을 강화했으며, 1993년부터 1999년까지 CRA의 적용을 받는 은행과 저축 대부 조합은 저소득 및 중산층 차용자와 지역사회에 8000억 달러의 지속 가능한 주택 담보 대출, 소기업 대출 및 지역사회 개발 대출을 제공했다. 2001년, 새로운 시장 및 지역사회 재생 이니셔티브가 의회에서 통과되었으며, 이는 저소득 지역사회 성장을 위한 새로운 인센티브에 250억 달러를 투자하여 클린턴 시대에 만들어진 총 40개의 새로운 인파워먼트 존을 만들었다. 저소득층 주택 세액 공제가 증가하여 추가로 70만 호의 저렴한 주택이 건설되었으며, 새로운 시장 세액 공제가 만들어져 벤처 캐피탈 회사들이 소기업 창업 및 농촌 개발을 지원하도록 장려했다. 또한, 강력한 외부 투자를 촉진하기 위해 목표 지향적이고 성장 친화적인 세금 혜택을 통해 40개의 재생 지역이 만들어졌다. 전국적인 지역사회 개발 은행 네트워크를 구축하기 위한 수단으로 재무부의 지역사회 개발 금융 기관 기금이 설립되었다. 2000년까지 CDFI 기금은 지역 금융 기관, 은행 및 저축 대부 조합에 총 4억 3천 6백만 달러의 보조금, 대출, 지분 투자 및 기술 지원을 발행하여 지역사회 개발 활동을 24억 달러 이상 증가시켰다. 1999년, 일하고자 하는 SSI 수혜자들이 메디케이드 혜택을 잃지 않고 직장에 합류할 수 있도록 돕기 위해 고안된 취업 및 근로 인센티브 개선법이 통과되었다.
저소득 가구의 주택 소유율 감소에 대응하여 클린턴은 은행이 저소득 지역 주민들에게 대출을 장려하도록 지역사회 재투자법 (CRA)을 개혁하려고 했다. 행정부는 은행이 저소득 지역에 대한 대출 기준을 충족하지 못하면 확장을 막는 새로운 규칙을 시행했다. 1993년에서 1998년 사이에 CRA 대출은 다른 대출보다 빠르게 증가했으며, 많은 CRA 지역의 주택 가치는 상승했다. 은행들은 변동 금리 모기지를 포함하여 저소득 차용인에게 맞는 새로운 전략을 시행했다. 이러한 노력은 클린턴 재임 기간 동안 미국인의 자가 주택 소유율을 64%에서 67.4%로 높이는 데 기여한 더 광범위한 이니셔티브인 국가 주택 소유 전략의 일부였다. 미국인들이 주택을 구매할 수 있도록 허용한 서브프라임 모기지는 나중에 2008년 금융 위기에 일조했다.

### 기타 정책

#### 저작권
1998년 10월 21일 클린턴이 제정한 디지털 밀레니엄 저작권법은 1976년 이후 저작권법의 첫 번째 중요한 개정이었다. DMCA는 음반 저작권 소유자와 녹음 예술가들이 법에 따라 공개 공연 로열티를 요구할 수 있는 틀을 제공하여 음반 산업에 있어 획기적인 성과를 거두었다. 이 법에는 저작권 자료의 "공정 이용"을 재확인하는 조항과, 인터넷 서비스 제공자가 의도치 않게 저작권 작품을 전송한 것에 대한 책임에서 면제되는 조항이 포함되었다. 같은 달, 클린턴은 또한 저작권 기간 연장법에 서명했는데, 이는 소급하여 저작권 보호 기간을 연장하고 저작권이 있는 작품이 추가 20년 동안 공공 영역에 진입하는 것을 막았다.

#### 사면
"파든게이트"는 빌 클린턴 사면 논란으로, 비평가들이 그의 450건의 사면 중 3분의 1이 그의 임기 마지막 날에 이루어진 방식에 대해 비난했을 때 발생했다. 학자들은 사면 과정을 설명하기 위해 두 가지 다른 모델을 사용한다. 클린턴은 대통령 모델을 사용했는데, 이는 사면권을 당 활동가들을 돕거나 특정 정책 목표를 추진하는 데 사용되는 편리한 자원으로 본다. 비평가들은 법무부의 법률 전문가들을 위한 비정치적 문제로 사면 과정을 보는 기관 모델을 선호했다. 조사는 그가 법적으로 그의 권한 내에 있었음을 밝혀냈다.

## 외교 정책

클린턴은 재임 기간 동안 73개국을 54차례 방문했다.

비평가들은 외교 정책이 클린턴과 그의 행정부의 최우선 순위가 아니었다는 데 동의한다. 하버드 교수 스티븐 월트에 따르면:
우파 비평가들은 그가 부상하는 중국에 너무나 열성적으로 협력하고, 러시아의 부패와 연줄에 너무나 눈이 멀었으며, 유고슬라비아나 이라크 같은 국가에 대해 무력을 사용하는 데 너무 느렸다고 주장한다. 좌파에서는 자유주의자들이 클린턴이 르완다에서 집단 학살을 막지 못한 것, 발칸 반도에서의 유혈 사태에 대한 늦은 대응, 그리고 더 강력한 국제 기관을 기반으로 한 다자주의 세계 질서를 구축하겠다는 초기의 약속을 포기한 것을 한탄한다. 심지어 실용적인 중도주의자들조차도 그를 부족하다고 여기며, 그의 외교 정책을 민족 로비, 여론 조사, 언론의 떠들썩함에 너무 쉽게 휘둘리는 "사회 복지"라고 비하한다.
그러나 월트(Walt)는 클린턴의 현실주의와 그의 업적에 대해 두 번의 찬사를 보낸다:
클린턴 정권 하에 미국은 세 개의 구 바르샤바 조약 기구 회원국을 자신의 동맹으로 끌어들여 냉전 승리를 공고히 했다. 동아시아에서 동맹을 강화하고, 부상하는 중국과의 잠재적 경쟁에 대비하는 동시에 베이징이 미국에 유리한 현상 유지를 받아들이도록 장려했다.... 동맹국들이 유럽과 동아시아에서 더 많은 부담을 지도록 강요하면서도 두 동맹을 모두 이끌 것을 고집했다. 그리고 NATO 동맹국들과 함께, 안보리 승인 없이도 다른 국가의 주권 영토에 개입할 권리를 주장했다. 클린턴은 미국의 정책을 "세계 질서"와 일반적인 지구적 이익이라는 수사로 포장할지 모르지만, 그 정의적인 본질은 여전히 주권적 권력의 일방적인 행사로 남아 있다.

### 무역
냉전 종식과 함께 무역은 관세 인하 및 기타 무역 협정을 모색하는 국가들에게 점점 더 중요한 문제가 되었다. 클린턴은 세계화가 전 세계적으로 경제 번영과 민주화를 촉진할 것이라고 믿었으며, 여러 주요 무역 협정을 추진했다. 부시 대통령은 임기 마지막 해에 캐나다 및 멕시코와 북미자유무역협정 (NAFTA)에 서명했지만, 클린턴이 취임할 때까지 이 협정은 아직 비준되지 않았다. NAFTA에 대한 반대는 당파를 초월했는데, 민주당 하원의원 딕 게파르트와 같은 조직 노동 동맹자들과 팻 뷰캐넌과 같은 보수 고립주의자들 모두 비준에 반대했다. NAFTA의 운명이 하원에서 여전히 불확실한 상황에서, 앨 고어 부통령은 TV 토론에서 로스 페로를 만났다. 고어의 토론에서의 강력한 성과와 클린턴 행정부의 효과적인 로비 캠페인은 NAFTA가 1993년 11월에 비준되는 데 도움이 되었다.
행정부는 다른 나라들과 약 300개의 무역 협정을 협상했다. 1993년 중국에 임시 최혜국 대우 지위를 부여함으로써, 그의 행정부는 중국 수입품에 대한 관세 수준을 최소화했다. 2000년, 클린턴은 중국에 영구 정상 무역 관계를 부여하는 법안에 서명했으며, 이후 미국은 중국으로부터의 수입이 대폭 증가했다.

### 아일랜드 평화 회담

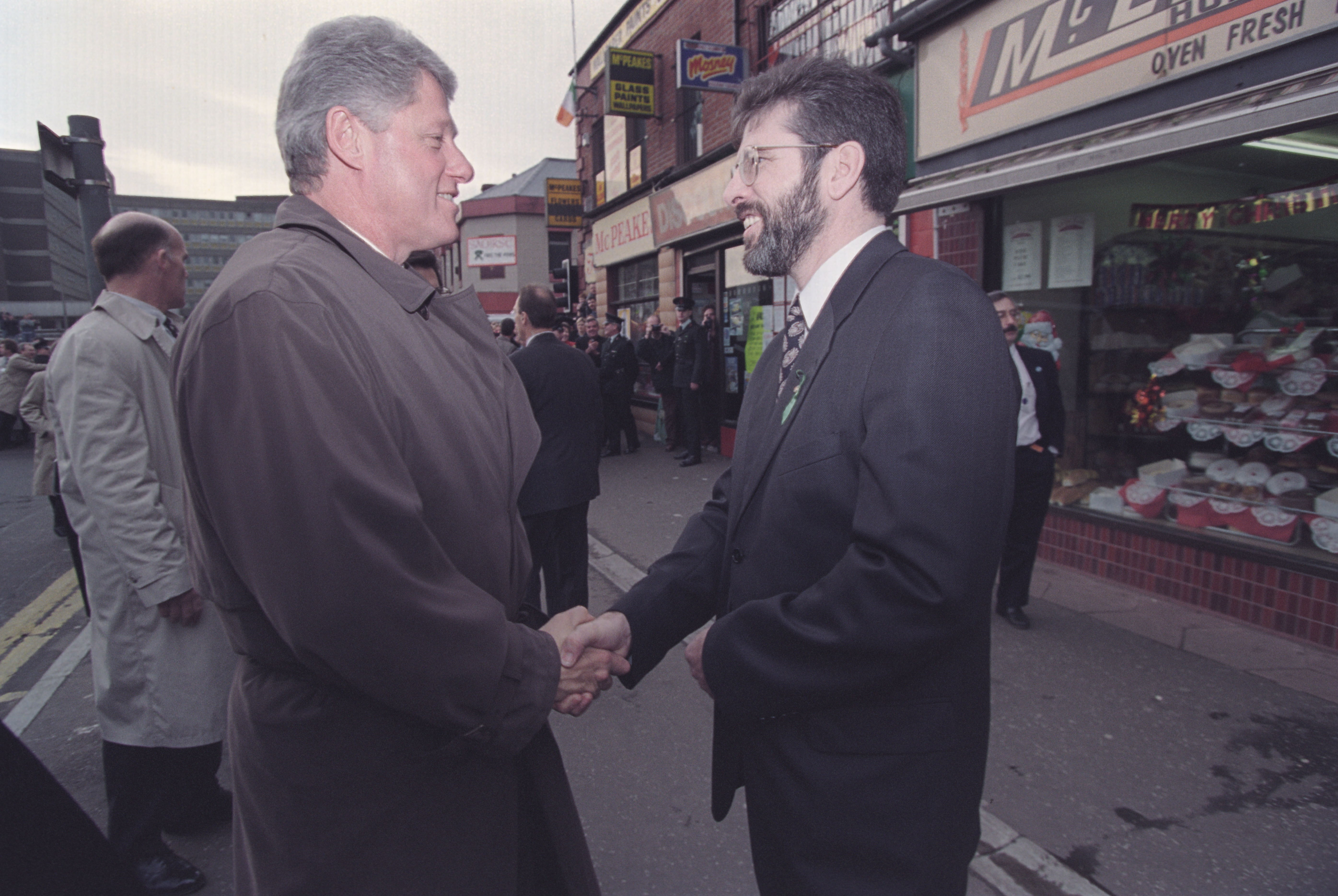
1995년 11월 30일, 웨스트 벨파스트의 한 상점 밖에서 게리 애덤스와 악수하는 클린턴

1992년, 대통령 재임 전에 클린턴은 북아일랜드에 평화 특사를 파견할 것을 제안했지만, 영국 정부와의 긴장을 피하기 위해 철회되었다. 1995년 11월, 분쟁 중 휴전 기간 동안 클린턴은 북아일랜드를 방문한 첫 번째 대통령이 되어 벨파스트의 두 분열된 공동체를 모두 시찰했다. 연합주의자들의 비판에도 불구하고, 클린턴은 이를 런던, 더블린, 준군사조직 및 다른 단체들과의 폭력 분쟁 종식을 협상하는 방법으로 사용했다. 클린턴은 1998년 평화 회담의 중요한 역할을 계속해서 수행했다.

### 군사 개입

#### 소말리아
소말리아의 불안은 1991년 전면적인 내전으로 확대되었다. 부시 대통령은 유엔 평화 유지 임무에 참여하기 위해 25,000명의 병력을 파견했다. 1993년 말까지 소말리아는 내전 상태에 있었고, 4,000명의 미군 병력이 여전히 유엔 평화 유지 임무에 복무하고 있었다. 1993년 10월, 미군 특수부대는 유엔군에 대한 공격을 이끌었던 군벌 마하메드 파라 아이디드를 생포할 목적으로 모가디슈에 습격을 감행했다. 이 습격은 실패로 끝났고 18명의 미국인이 사망했다. 굴욕적인 사건은 미국인들에게 소말리아 주둔 미군에 대한 의문을 제기하게 했다. 1994년 초 소말리아 지도자들이 평화 협정에 서명한 후, 클린턴은 소말리아에서 미군을 철수시켰다.

#### 르완다
소말리아에서의 경험은 탈냉전 시대에 미국 군사력의 역할에 대한 내부 논쟁을 심화시켰다. 비개입을 선호하는 이들의 승리로, 클린턴은 군대 파견, 특히 유엔 평화 유지 임무의 일부로서의 파견에 새로운 제한을 두었다. 1994년 4월, 르완다의 후투족은 소수 투치족에 대한 집단 학살을 자행하여 3개월 동안 80만 명을 살해했다. 유엔은 원조를 제공하기 위해 소규모 병력을 파견했지만, 전략적 또는 경제적 이해관계가 없는 미국은 개입하지 않았다. 클린턴은 나중에 르완다 비개입을 그의 행정부의 최악의 실수로 묘사했다.

#### 아이티
아이티의 군사정권은 1991년에 민주적으로 선출된 대통령 장베르트랑 아리스티드를 축출했다. 클린턴은 아이티 난민의 미국 유입을 막기 위해 아리스티드를 복권시키려 했지만, 이전에는 부시의 아이티 이민 제한에 반대했었다. 그러나 많은 미국인들은 미국에 위협이 되지 않는 국가에 대한 군사 개입에 반대했다. 의회와 대중의 반대에도 불구하고, 클린턴은 1994년 9월에 군사정권이 자발적으로 권력을 포기하지 않으면 군사정권을 제거할 것이라고 발표했다. 동시에 그는 파월, 전 대통령 지미 카터, 상원의원 샘 넌으로 구성된 평화 사절단을 파견하여 군사정권이 물러나도록 설득했다. 미군 병력이 아이티에 대한 공격을 개시할 준비를 하는 동안, 군사정권은 아리스티드를 복권시키는 데 동의했고 전투는 발생하지 않았다. 1994년 3,446명의 아이티 난민이 미국에 도착했다.

### 발칸: 세르비아, 보스니아

1991년 유고슬라비아 6개 공화국 및 자치주의 지도

냉전 말기, 세르비아 민족주의자 슬로보단 밀로셰비치는 세르비아 사회주의 공화국의 지도자로 집권했다. 그의 민족주의 정책은 1918년에 수립된 다민족 국가인 유고슬라비아의 다른 구성 국가 지도자들을 소외시켰다. 슬로베니아, 크로아티아, 마케도니아 공화국은 각각 1991년에 유고슬라비아로부터 독립을 선언했지만, 세르비아군은 크로아티아의 독립에 강력히 반대하여 유고슬라비아 전쟁이 시작되었다. 1992년, 보스니아 헤르체고비나도 독립을 선언했다. 크로아티아와 마찬가지로, 보스니아 헤르체고비나에는 독립에 반대하는 상당수의 세르브인 소수민족이 살고 있었고, 보스니아 전쟁이 독립 찬성파와 반대파 사이에 시작되었다. 보스니아 세르브인들이 자행한 민족 청소 작전은 전 세계적인 비난을 불러일으켰고, 발칸 전쟁에 개입할지 여부는 클린턴이 취임할 때 가장 큰 외교 정책 문제 중 하나였다. 엘리 비젤과 같은 활동가들은 클린턴에게 민족 청소를 종식시키는 데 도움을 주도록 압력을 가했고, 클린턴 자신도 폭력을 종식시키기 위해 무언가를 하고 싶어했다. 콜린 파월 장군은 처음에 클린턴에게 군사 개입을 자제하도록 설득했는데, 미국이 명확한 전략적 이익이 없는 지역에 개입해서는 안 된다고 주장했다.
1994년 5월, 세르비아군이 유엔 보호군이 설정한 안전 지대를 침범한 후, 클린턴은 세르비아 진지에 대한 공습을 승인했다. 공습은 세르비아군의 진격을 막지 못했고, 1995년 7월 스레브레니차 집단학살에서 8천 명 이상의 보슈냐크인이 살해되었다. 클린턴과 앤서니 레이크 국가안보보좌관은 보스니아의 집단학살을 종식시키기 위한 계획을 수립했으며, 이 계획의 핵심은 보스니아 세르비아군에 대한 대규모 NATO 공습이었다. 클린턴이 캠페인에 대한 유럽 지도자들의 지지를 얻은 후, NATO는 고의적 군사 작전을 시작했다. 폭격 캠페인과 보슈냐크 군의 진격에 대한 반응으로 밀로셰비치는 평화 회담을 시작하는 데 동의했다. 클린턴은 오하이오주 데이턴에서 리처드 홀브룩을 책임자로 임명하여 회담을 주선했다. 뒤이은 데이턴 협정은 보스니아 전쟁을 종식시키고 보스니아를 두 개의 자치 지역으로 나누었다.

### 코소보
1998년, 세르비아의 자치주인 코소보에서 코소보 전쟁이 발발했다. 코소보 해방군으로 알려진 알바니아인 민족 집단은 세르비아군에 대한 공격을 감행하며 독립을 추구했다. 이러한 공격을 진압하는 과정에서 세르비아군은 알바니아인 인구에 대한 민족 청소 작전을 벌였다. NATO 지도자들은 개입을 꺼려했고 러시아는 군사 작전을 허용하는 유엔 결의안에 거부권을 행사하겠다고 위협했지만, 클린턴의 많은 고문들은 발칸 지역에 대한 또 다른 개입을 촉구했다. 밀로셰비치를 다시 평화 회담으로 강제하려는 희망으로 클린턴은 1999년 3월 세르비아군에 대한 폭격 작전을 명령했다. 밀로셰비치가 항복을 거부하자 NATO는 폭격 작전을 확대하여 세르비아 수도 베오그라드를 황폐화시켰다. 그의 지도력에 대한 국내 반대가 커지자 밀로셰비치는 병력을 철수하고 NATO 주도 평화 유지군이 코소보에 주둔하는 것을 허용하기로 동의했다. 코소보의 지위는 이후 몇 년 동안 논란이 되었으며, 밀로셰비치는 2000년 10월 축출되었다.

### NATO와 러시아

클린턴은 헝가리, 폴란드, 체코 공화국의 NATO 가입을 주재했다

클린턴의 주요 우선 순위 중 하나는 동유럽의 구 동구권 국가들로의 NATO 확장이었다. 클린턴은 NATO가 이들 국가에 안정적인 영향을 미칠 것이라고 믿었다. 러시아 지도자들은 NATO가 국경에 가까워지자 위협을 느꼈다. 클린턴은 보리스 옐친 러시아 대통령과 긴밀한 관계를 구축했으며, 1997년에 클린턴은 옐친의 마지못한 NATO 확장 동의를 얻어냈고, 헝가리, 폴란드, 체코의 가입을 위한 길을 열었다. 옐친은 발트 3국으로의 NATO 확장을 하지 않겠다는 약속을 요구했지만, 클린턴은 후임자들에게 그러한 약속을 강요할 의사가 없었다. 프랑스는 루마니아와 슬로베니아의 NATO 가입을 추진했지만, 클린턴은 이러한 움직임에 반대했다. 그는 동유럽으로의 너무 빠른 확장은 NATO의 강점을 약화시킬 것이라고 믿었다.
클린턴은 옐친이 경제 불황을 피하고, 러시아 경제를 개혁하며, 공산주의의 재부상을 막는 데 도움을 주려고 노력했다. 클린턴은 옐친이 1996년 재선에서 승리하도록 조용히 도왔고, 경제 규모가 가장 큰 국가들의 회의인 G8에 러시아가 가입하는 데 중요한 역할을 했다.

### 테러리즘
테러리즘은 클린턴 행정부 동안 점점 더 중요한 국가 안보 문제로 부상했다. 소련–아프가니스탄 전쟁이 끝나갈 무렵, 오사마 빈라덴은 알카에다라는 수니파 무장 단체를 조직했다. 알카에다 지도자들은 서구 가치를 경멸했으며, 특히 사우디아라비아에 주둔한 미군에 격분했다. 알카에다는 1990년대 동안 성장했으며 중동 및 다른 지역에서 테러를 자행했다. 이 단체는 1993년 세계 무역 센터 폭탄 테러, 동아프리카의 1998년 미국 대사관 폭탄 테러, 그리고 예멘 항구에 정박 중이던 미군 함선에 대한 폭탄 테러의 책임을 주장했다. 보복으로 클린턴은 아프가니스탄과 수단의 알카에다 시설에 대한 폭격을 명령했다. 중앙정보국과 군은 빈라덴의 움직임을 추적하여 그를 생포하거나 살해하려고 시도했지만, 빈라덴은 아프가니스탄 산속 깊숙이 숨어 체포를 피했다.

### 북한

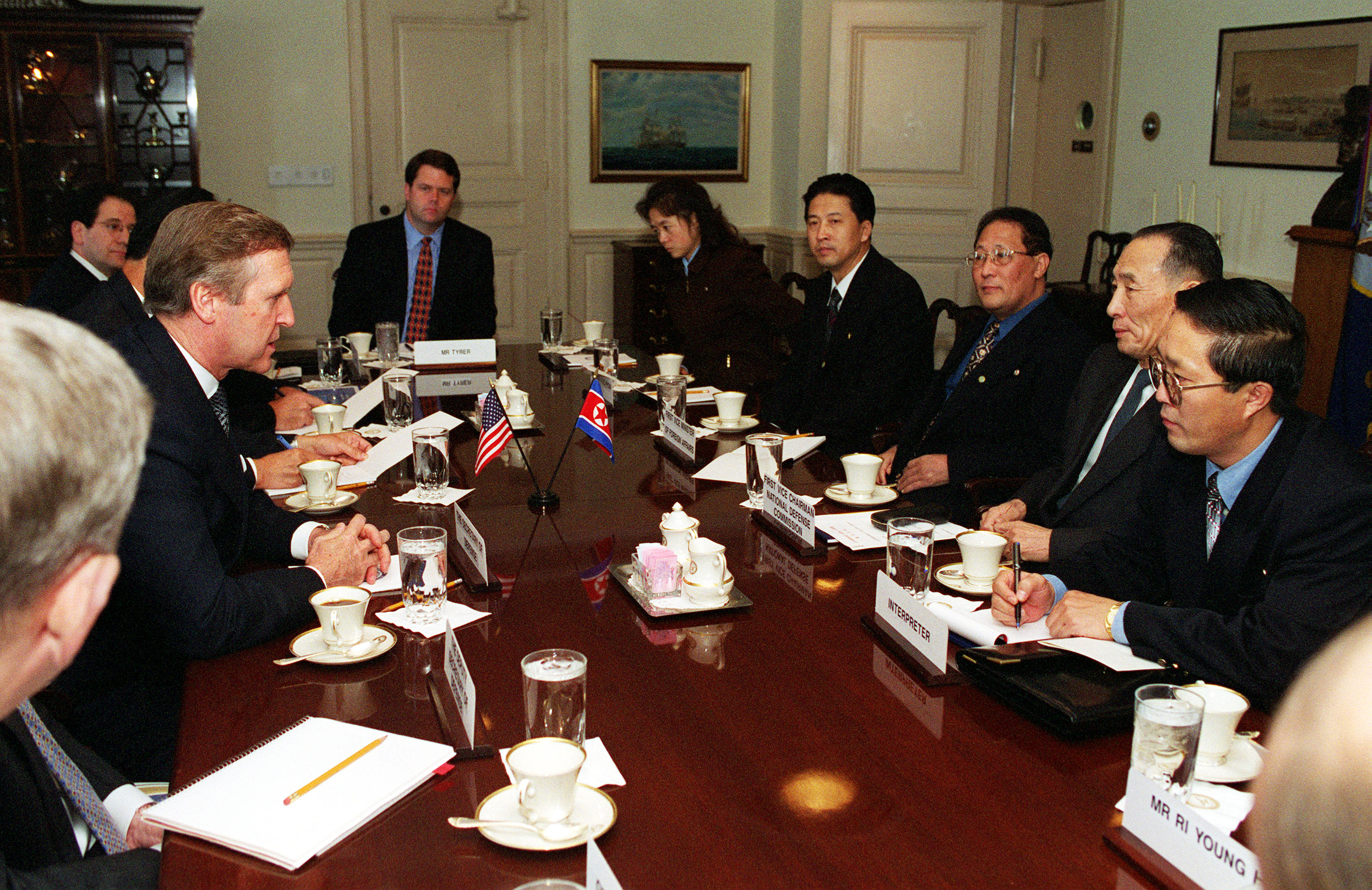
2000년 펜타곤에서 조명록 (가운데 오른쪽), 김정일 국방위원장의 국방장관, 그리고 윌리엄 코언 미국 국방장관

1994년, 북한은 핵확산금지조약 준수 여부를 국제 사찰단이 확인하는 것을 막았다. 행정부는 북한이 원자로에서 플루토늄을 재처리하여 두 개의 원자폭탄을 만들고 있다고 믿었다.
클린턴 대통령은 "전쟁의 위험을 감수하고라도 북한이 핵무기를 개발하는 것을 막아야 한다고 결심했다"고 회고했다. 클린턴 시대에 기밀 해제된 문건들은 1994년 핵 위기 동안 행정부가 가능한 전쟁을 계획했음을 보여준다.
국방부는 영변의 북한 핵 원자로를 공격할 가상의 계획을 가지고 있었지만, 명령은 내려지지 않았다.

### 중동
클린턴은 아랍-이스라엘 분쟁을 중재하려 했고, 이스라엘과 팔레스타인 해방기구 지도자들이 1993년 오슬로 협정에 도달하도록 격려했다. 이어진 협정은 이스라엘이 1967년 제3차 중동 전쟁에서 점령했던 영토인 가자 지구에 대한 통제권을 부여받은 팔레스타인 자치 정부를 탄생시켰다. 클린턴은 두 번째 임기 동안 정체된 평화 과정을 재활성화하려 노력했는데, 특히 이스라엘이 또 다른 6일 전쟁 점령 영토인 요르단강 서안 지구의 통제권을 넘겨주도록 설득하는 데 주력했다. 클린턴은 팔레스타인 지도자 야세르 아라파트와 이스라엘 총리 에후드 바라크 간의 2000년 캠프 데이비드 회담을 주재했지만, 양측은 합의에 도달하지 못했다. 2000년 9월, 팔레스타인인들은 제2차 인티파다로 알려진 봉기를 시작했고, 이는 클린턴 임기 이후에도 계속되었다.
클린턴은 페르시아 걸프전 이후 이라크에 부과된 경제 제재와 비행 금지 구역을 유지했다. 이라크가 전 부시 대통령을 암살하려 한 것에 대한 보복으로 클린턴은 이라크 정보국 본부에 순항 미사일 공격을 명령했다. 후세인이 WMD 프로그램을 감시하는 UN 위원회를 반복적으로 방해하자, 미국과 영국은 이라크 무기 시설에 대한 폭격 작전을 감행했다. 이러한 공습은 2003년 이라크 침공까지 간헐적으로 계속되었다.

### 멕시코
1995년 1월, 클린턴의 경제 고문들은 멕시코 정부가 미국이 250억 달러의 대출 패키지를 제공하지 않으면 대출을 불이행할 것이라고 그에게 알렸다. 클린턴과 뉴트 깅그리치 하원의장 모두 멕시코 경제가 붕괴하는 것을 막는 것이 미국 이익에 중요하다고 믿었지만, 의회는 원조 패키지를 승인하기를 거부했다. 클린턴 행정부는 또한 미국 시장을 개방함으로써 1997년 아시아 금융 위기의 영향을 제한하는 데 도움을 주었다.

### 기타 문제

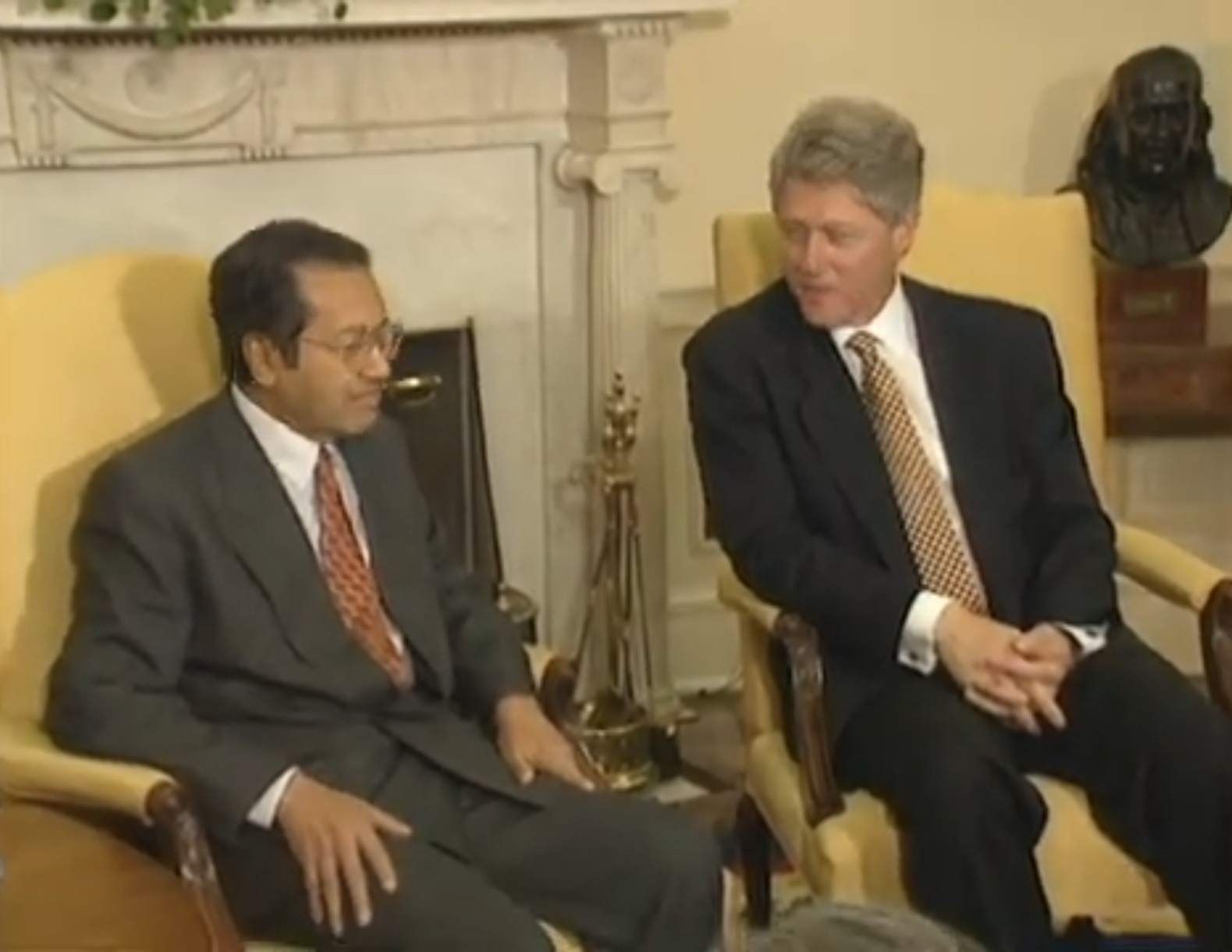
1994년 마하티르 빈 모하맛 말레이시아 총리와 클린턴

보수주의자들과 베트남 전쟁 참전 용사들의 반대에도 불구하고, 클린턴은 1995년에 베트남과의 관계를 정상화했다. 2000년에는 베트남 전쟁 종전 이후 처음으로 베트남을 방문한 미국 대통령이 되었다. 클린턴은 또한 보츠와나, 슬로베니아, 남아프리카 공화국을 방문한 첫 번째 대통령이기도 했다.
1997년, 노동당의 토니 블레어가 영국 총리로 당선되었다. 클린턴과 블레어는 정치에서 중도주의적 접근 방식을 공유했으며, 국제 무대에서 그들의 "제3의 길" (전통적인 좌파 및 우파 정책 사이)을 공동으로 홍보했다.

## 탄핵과 무죄 선고
취임 전 빌과 힐러리 클린턴은 짐 맥두걸과 수잔 맥두걸이 소유한 부동산 개발 회사인 화이트워터 개발 공사에 투자했는데, 이 회사는 빠르게 파산했다. 맥두걸 부부는 나중에 저축기관과 관련된 활동으로 사기 혐의로 기소되었다. 1993년 7월 백악관 부고문 빈스 포스터의 사망으로 클린턴 부부와 저축 대부 조합 간의 관계에 대한 새로운 의혹이 제기되었고, 이는 화이트워터 사건으로 알려지게 된 시작이었다. 포스터의 사망으로 인한 의혹을 해소하기 위해 클린턴은 재닛 리노 법무장관에게 정부 윤리법에 따라 특별 검사를 임명하도록 승인했다. 나중에 3명의 판사로 구성된 특별 패널이 소집되어 전 미국 법무실장 켄 스타를 화이트워터 사건을 조사할 독립 검사로 임명했다. 스타의 조사는 화이트워터를 넘어 확대되었는데, 부분적으로는 전 아칸소주 직원 폴라 존스가 클린턴을 상대로 제기한 성희롱 소송 때문이었다.
1998년, 스타의 사무실은 백악관 인턴 모니카 르윈스키가 클린턴과 관계를 맺었다는 사실을 알게 되었다. 존스 소송과 관련된 증언에서 클린턴은 르윈스키와 성관계를 갖지 않았다고 맹세했다. 클린턴은 1998년 7월까지 소문에 대한 소문을 잠재울 수 있었는데, 이때 스타가 르윈스키와 면책 거래를 하고 그녀의 고백을 얻어냈다. 클린턴은 1998년 9월 르윈스키와의 관계에 대해 공개적으로 사과했다. 클린턴은 존스 증언에서 받은 질문에 대한 답변에서 위증하지 않았다고 주장했지만, 하원 법사위원회는 클린턴에 대한 탄핵 절차를 시작했다. 르윈스키를 둘러싼 논란은 의회와 대통령직을 뒤덮었고, 행정부의 메디케어 및 사회 보장 개혁 희망을 좌절시켰다. 양당의 개인들은 인턴과의 클린턴의 관계에 분노했지만, 많은 민주당원들은 클린턴의 반복적인 공개 사과에 누그러졌고 언론과 공화당의 반응이 관계의 심각성에 비해 과도하다고 보았다.
하원은 클린턴에 대한 두 가지 탄핵 조항을 통과시켰다. 1999년 1월, 상원은 앤드루 존슨 이후 미국 역사상 두 번째 대통령 탄핵 재판을 시작했다. 대통령의 해임은 상원의 3분의 2 찬성 투표를 요구했다. 클린턴은 첫 번째 조항에 대해 유죄 45대 무죄 55로 무죄를 선고받았고, 두 번째 조항에 대해서는 50대 50 동수로 무죄를 선고받았다. 1999년, 의회는 스타의 임명을 허용한 독립 검사법을 갱신하지 않기로 결정했는데, 이는 유사한 성격의 향후 조사가 사법 패널이 아닌 법무부의 감독 하에 수행될 것임을 의미했다. 클린턴은 나중에 존스 증언에서 "고의적으로 회피적이고 오도적인 답변을 했다"고 공개적으로 인정했다.

## 클린턴 대통령 재임 기간 동안의 선거
|         |           | 상원 지도자 | 상원 지도자 | 하원 지도자 | 하원 지도자 |
| 의회    | 연도      | 다수당      | 소수당      | 의장        | 소수당      |
| ------- | --------- | ----------- | ----------- | ----------- | ----------- |
| 제103대 | 1993–1994 | 미첼        | 돌          | 폴리        | 미셸        |
| 제104대 | 1995–1996 | 돌          | 대슐        | 깅그리치    | 게파르트    |
| 제104대 | 1996      | 롯          | 대슐        | 깅그리치    | 게파르트    |
| 제105대 | 1997–1998 | 롯          | 대슐        | 깅그리치    | 게파르트    |
| 제106대 | 1999–2000 | 롯          | 대슐        | 해스터트    | 게파르트    |
| 제107대 | 2001      | 대슐        | 롯          | 해스터트    | 게파르트    |

| 의회    | 상원 | 하원 |
| ------- | ---- | ---- |
| 제103대 | 57   | 258  |
| 제104대 | 47   | 204  |
| 제105대 | 45   | 207  |
| 제106대 | 45   | 211  |
| 제107대 | 50   | 212  |

### 1994년 중간 선거
군대 내 동성애자 논쟁, 치열한 인준 투쟁, "트래블게이트" 등 일련의 논란으로 인해 클린턴의 지지율은 1993년 중반 37%까지 떨어졌다. 의료 및 외교 정책과 관련된 추가적인 차질로 클린턴은 1994년 선거를 앞두고 취약한 입장에 놓였다. 뉴트 깅그리치가 이끄는 하원 공화당은 연방 복지 시스템의 전면 개편과 균형 예산 수정 헌법, 임기 제한, 규제 완화를 약속하는 미국과의 계약을 만들었다. 공화당은 하원에서 54석, 상원에서 9석을 얻으며 의회의 양원을 장악했다. 이 승리는 공화당이 1955년 이후 처음으로 의회를 통합적으로 장악했음을 의미했으며, 일부 평론가들은 1994년 선거를 "공화당 혁명"이라고 불렀다.

### 1996년 재선 캠페인

클린턴 대통령은 1996년 대통령 선거에서 공화당 밥 돌을 꺾었다.

클린턴의 예산 처리와 보스니아 전쟁으로 그의 지지율은 상승했으며, 그의 여론 조사에 따르면 1996년 내내 공화당 도전자들을 꾸준히 앞섰다. 상원 원내대표 밥 돌은 1996년 공화당 예비선거에서 팻 뷰캐넌과 출판인 스티브 포브스를 물리쳤고, 돌은 8월 1996년 공화당 전당대회에서 공식적으로 후보로 지명되었다. 전당대회에서 돌은 보수적인 전 하원의원 잭 켐프를 러닝메이트로 선택하고 15%의 전면적인 소득세 감면을 선호한다고 발표했다. 페로는 이번에는 개혁당 소속으로 다시 대통령 선거에 출마했다.
클린턴은 8월 시카고 민주당 전당대회로 향하는 길에 4일간의 기차 유세 여행을 했다. 주요 주제는 중도주의였다. 수락 연설에서 클린턴은 미국 국민들에게 "우리 모든 아이들을 위해 21세기로 가는 다리를 건설하는 데 도움을 달라"고 호소하며 밥 돌의 "과거로 가는 다리"를 피하자고 했다. 그는 "규칙을 지키며 열심히 일하는 시민"을 위한 더 많은 감세와 혜택을 약속했다. 아직 최고가 오지 않았다고 약속하며, 그는 "희망이라는 곳, 미국이라는 곳"에 대한 그의 믿음을 재확인했다.
클린턴은 계속해서 중도주의자로서 자신을 자리매김했으며, 1996년 초에 "대규모 정부 시대는 끝났다"고 선언했다. 한편, 역사상 가장 나이 많은 주요 정당 대통령 후보 중 한 명이었던 돌은 효과적인 선거 운동가가 아님이 드러났다. 클린턴은 득표율과 선거인단에서 압도적인 승리를 거두었다. 돌은 산악 지대와 남부 외에서는 저조한 성적을 거두었다. 클린턴은 여성, 아프리카계 미국인, 히스패닉, 젊은 유권자, 은퇴한 유권자의 지지에 힘입어 압승을 거두었다. 돌은 거의 반세기 동안 공직에 있었던 후 우아하고 유머러스하게 패배를 인정했다. 투표율은 49%로 낮았다.
클린턴의 승리에도 불구하고, 공화당은 1996년 의회 선거에서 하원과 상원 모두를 장악했다. 공화당이 의회를 장악하면서, 클린턴은 두 번째 임기 동안 주요 국내 이니셔티브를 제안하는 것을 자제했다. 그는 새로운 비서실장으로 어스킨 볼스를 포함하여 중요한 직책에 몇 가지 변화를 주었다. 매들린 올브라이트는 국무장관이 되었고, 공화당원인 윌리엄 코언은 국방장관이 되었으며, 앤서니 레이크는 CIA 국장이 되었고, 샌디 버거는 국가안보보좌관이 되었다.

### 1998년 중간 선거
탄핵 청문회 도중 클린턴의 지지율은 65% 이상으로 상승했다. 여론 조사에 따르면 많은 대중은 클린턴과 르윈스키의 관계를 용납하지 않았지만, 이를 해임 사유로 보지는 않았다. 의회 손실 예측을 뒤엎고, 민주당은 하원에서 5석을 얻었고, 상원에서는 어느 당도 의석을 얻지 못했다. 이 선거는 1934년 이후 처음으로 대통령을 보유한 당이 중간 선거에서 의석을 늘린 경우였다. 깅그리치는 선거 후 사임했고, 데니스 해스터트가 하원의장으로 그의 뒤를 이었다.

### 2000년 선거와 전환기

공화당 조지 W. 부시는 2000년 대통령 선거에서 민주당 앨 고어를 꺾었다.

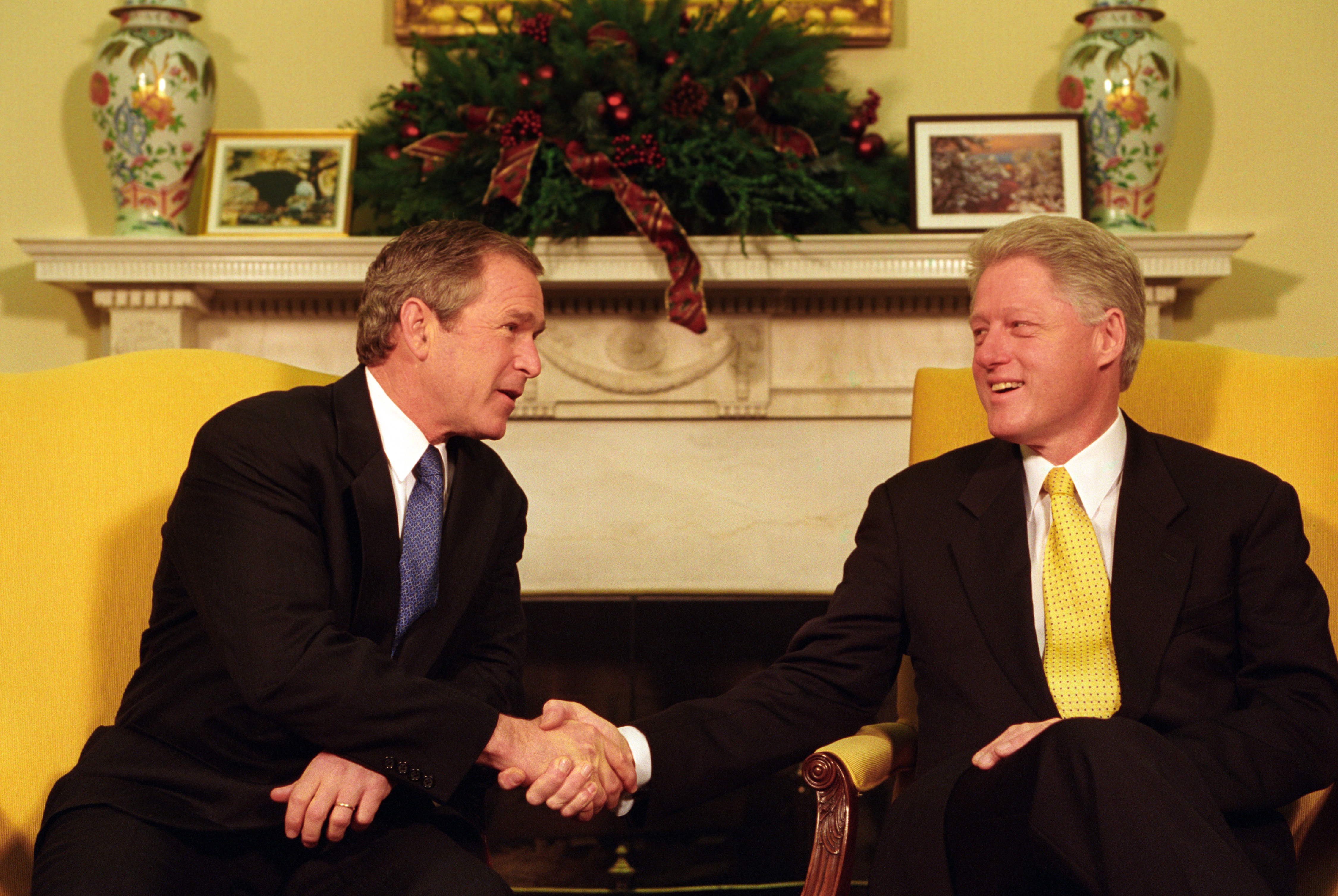
퇴임하는 빌 클린턴 대통령과 대통령 당선인 조지 W. 부시가 2000년 12월 19일 오벌 오피스에서 악수하고 있다.

2000년 선거는 11월 7일에 치러졌다. 클린턴은 수정 헌법 제22조에 따라 2000년에 임기가 제한되었다. 앨 고어 부통령은 2000년 민주당 예비선거 초기에 뉴저지주 상원의원 빌 브래들리의 도전을 물리쳤다. 고어는 클린턴과 르윈스키 사건에 대한 당내 비판자였던 코네티컷주 상원의원 조 리버먼을 러닝메이트로 선택했다. 전 부시 대통령의 아들인 텍사스 주지사 조지 W. 부시는 2000년 공화당 예비선거에서 애리조나주 상원의원 존 매케인을 물리치고 공화당 후보로 지명되었다. 그의 러닝메이트로 부시는 조지 H. W. 부시 대통령 밑에서 국방장관을 지냈던 딕 체니를 선택했다. 팻 뷰캐넌은 개혁당 후보로 출마하여 이민 감소를 주장했다. 랠프 네이더는 녹색당 후보로 출마하여 클린턴과 고어의 중도주의적 경향에 실망한 많은 자유주의자들의 지지를 얻었다.
부시는 대규모 감세, 사회 보장의 부분적 민영화, 스쿨 바우처를 요구했다. 그는 또한 클린턴이 아이티 등 다른 나라에서 "국가 건설"을 한 것을 비판하고, 클린턴의 성적 일탈을 공격했다. 클린턴과 고어는 클린턴 재임 기간 대부분 동안 긴밀한 정치적 동반자 관계를 유지했지만, 고어는 대통령 선거 운동 기간 동안 클린턴과 거리를 두었다. 선거에서 고어는 득표율에서 근소한 차이로 다수를 얻어 부시의 47.9%, 네이더의 2.7%에 비해 48.4%를 얻었다. 고어는 북동부, 중서부, 태평양 연안 대부분을 차지한 반면, 부시는 남부와 내륙 서부를 지배했다. 그러나 선거 당일에는 어느 후보도 선거인단의 과반수를 확실히 확보하지 못해 당선자가 불분명했다.
선거 결과는 플로리다에 달려 있었는데, 이 곳은 매우 근소한 차이의 대통령 선거를 치렀다. 이어진 5주 동안 양측 캠페인은 플로리다가 재개표를 실시함에 따라 선거법에 대한 치열한 법적 싸움을 벌였다. 플로리다 대법원은 재개표를 만장일치로 지지했지만, 부시 측은 미국 대법원에 항소했다. 12월 12일, 5대 4 결정으로 대법원은 재개표 중단을 명령하여 부시가 플로리다에서 승리하고 선거에서 승리하게 되었다. 부시는 미국 역사상 네 번째이자 1888년 이후 처음으로 득표수에서는 패배했지만 선거에서 승리한 인물이 되었다. 공화당은 또한 하원과 상원을 장악하여 1954년 선거 이후 처음으로 의회와 대통령직을 통합적으로 장악하게 되었다. 지난 몇 년간 가장 좋은 모습과 강한 경제에도 불구하고, 클린턴의 유산은 2000년 고어의 선거 패배로 가려졌지만, 클린턴은 여전히 66%의 지지율로 퇴임했다.

## 평가와 유산

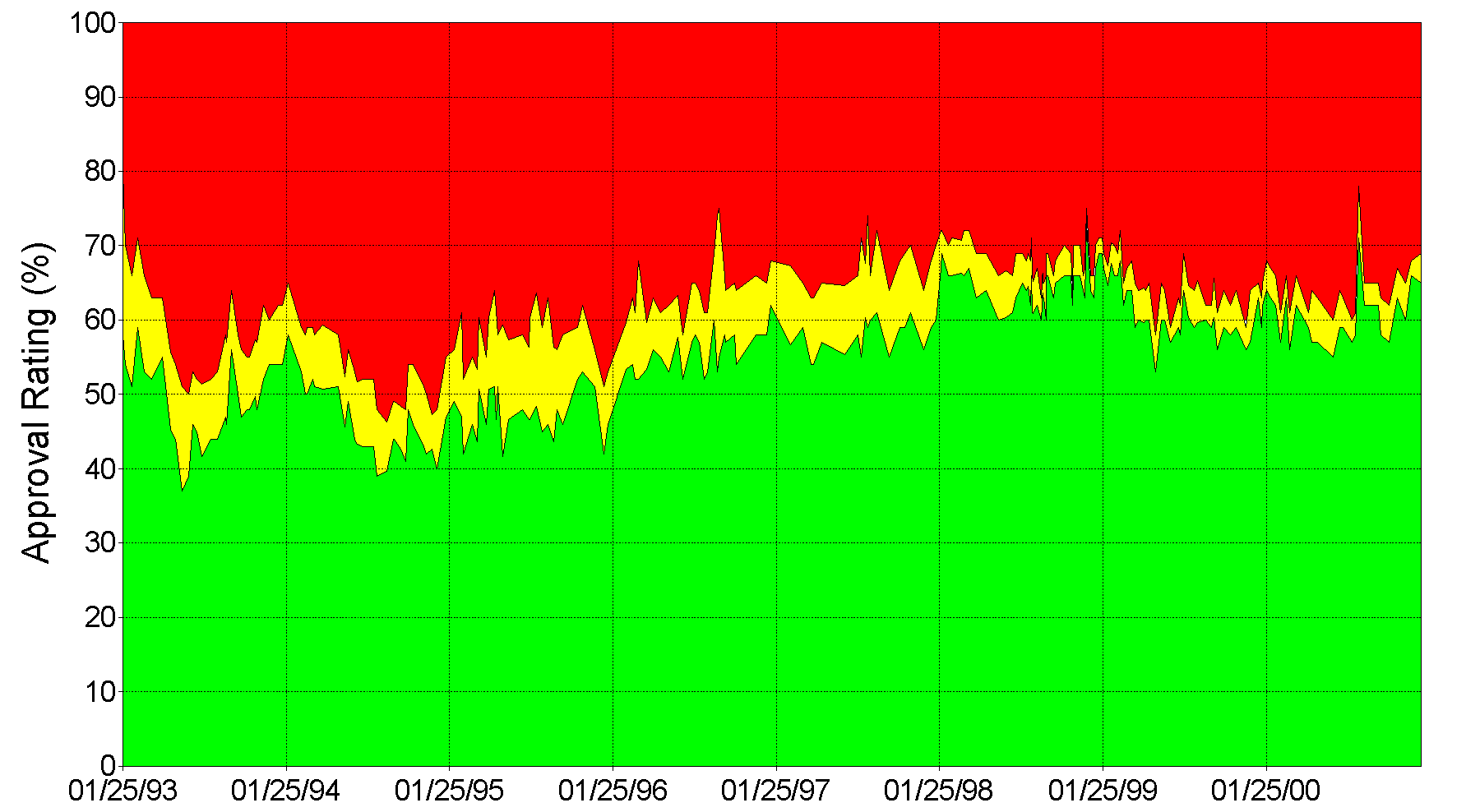
갤럽 여론 조사에서 클린턴의 지지율 그래프

역사가와 정치학자들의 여론 조사에서는 클린턴을 평균 이상의 대통령으로 평가하는 경향이 있다. 2017년 C-SPAN의 역사가 여론 조사에서는 클린턴을 15번째로 좋은 대통령으로 평가했다. 2018년 미국정치학회 대통령 및 행정 정치 섹션의 여론 조사에서는 클린턴을 13번째로 좋은 대통령으로 평가했다.
클린턴의 온건 자유주의 "제3의 길"은 국가의 재정 건전성을 구축하고, 공화당의 공격에 저항하며, 세계화와 반미 테러 조직의 발전 속에서 국가를 해외에서 확고한 기반 위에 올려놓았다.
클린턴의 유산에 대해 러셀 L. 라일리는 다음과 같이 썼다.
클린턴은 이른바 레이건 혁명을 효과적으로 약화시키는 방식으로 민주당의 이미지와 운영을 재구성하는 데 성공했다. 그의 "새로운 민주당"은 레이건의 법과 질서, 개인주의, 복지 개혁에 대한 호소를 받아들여 백인 중산층 미국인들에게 당을 더욱 매력적으로 만들었다. 동시에, 부활한 당은 불우 계층 지원, 사적 시장의 과도한 규제, 소수 민족 및 여성 지원, 경제 성장을 자극하기 위한 정부 활용이라는 전통적인 민주당의 약속을 유지했다. 또한, 클린턴은 공화당 내 극우 극단주의에 대한 증가하는 불만을 활용했다. 그럼에도 불구하고, 클린턴이 민주당에 대한 지속적이고 긍정적인 유산에 대한 주장은 두 가지 현실에 의해 심각하게 약화되었다. 그의 재임 기간 중 의회 통제권이 공화당으로 넘어간 것과 그의 후임자가 될 수 있었던 앨 고어 부통령이 2000년 대통령 선거에서 패배한 것이다. 따라서 클린턴의 당파적 유산은 여전히 복잡하고 불확실하다.

## 같이 보기
- 클린턴 대통령 센터
- 빌 클린턴 탄핵 시도
- 빌 클린턴 행정부 (분류)
- 클린턴 행정부 동안의 미국의 환경 정책

## 내용주
1. ↑  밥 돌은 1996년 6월 11일 상원 원내대표직에서 사임했다. 트렌트 롯은 1996년 6월 12일 상원 원내대표로 선출되었다.
2. 1 2 3  103차 의회 중 17일(1993년 1월 3일~1993년 1월 19일)은 부시 대통령 재임 기간이었고, 107차 의회 중 17일(2001년 1월 3일~2001년 1월 19일)은 클린턴의 두 번째 임기 동안이었다.
3. 1 2  민주당 부통령 앨 고어가 동점 투표를 행사하면서, 민주당은 2001년 1월 20일까지 상원에서 다수당 지위를 유지했다.

## 참고 문헌
- Gormley, Ken (2016). 〈Bill Clinton〉.   Gormley, Ken. 《The Presidents and the Constitution: A Living History》. New York: New York University Press. ISBN 9781479839902.
- Harris, John F. (2005). 《The Survivor: Bill Clinton in the White House》. New York: 랜덤하우스. ISBN 0-375-50847-3.
- Herring, George C. (2008). 《From Colony to Superpower; U.S. Foreign Relations Since 1776》. Oxford University Press. ISBN 978-0-19-507822-0.
- Leshy, John D.  "The Babbitt Legacy at the Department of the Interior: A Preliminary View." Environmental Law 31 (2001): 199–227 online
- Palmer, David. "'What Might Have Been'--Bill Clinton and American Political Power." Australasian Journal of American Studies (2005): 38–58. online, summarizes scholarly studies
- Patterson, James T. (2005). 《Restless Giant: The United States from Watergate to Bush v. Gore》. Oxford University Press. ISBN 978-0195122169.
- Stephanopoulos, George (1999). 《All Too Human: A Political Education》. Boston: 리틀, 브라운 앤드 컴퍼니. ISBN 0-316-92919-0.
- Troy, Gil (2015). 《The Age of Clinton: America in the 1990s》. Thomas Dunne Books. ISBN 9781250063724.
- Wilentz, Sean (2008). 《The Age of Reagan》. HarperCollins. ISBN 978-0-06-074480-9.
- Woodward, Bob (2000). 《Maestro》. New York: 사이먼 & 슈스터.
- Yeaman, Helena (2010). 《The Bipartisan Roots of the Financial Services Crisis》. 《Political Science Quarterly》 124. 681–696쪽. doi:10.1002/j.1538-165X.2009.tb00663.x. JSTOR 25655743.

## 추가 자료
- Albo, Gregory. "Neoliberalism from Reagan to Clinton." Monthly Review 52.11 (2001): 81–89, in USA online 보관됨 5월 27, 2022 - 웨이백 머신
- Andelic, Patrick. Donkey Work: Congressional Democrats in Conservative America, 1974–1994 (2019) excerpt
- Baker, Peter.  The Breach: Inside the Impeachment and Trial of William Jefferson Clinton (2000) ISBN 0-684-86813-X
- Carr, Richard. March of the Moderates: Bill Clinton, Tony Blair, and the Rebirth of Progressive Politics (Bloomsbury Publishing, 2019).
- Cebul, Brent. "Supply-Side Liberalism: Fiscal Crisis, Post-Industrial Policy, and the Rise of the New Democrats." Modern American History 2.2 (2019): 139–164 online
- Conley, Richard Steven. Historical dictionary of the Clinton era (2012) online
- Congressional Quarterly. Congress and the Nation: A Review of Government and Politics. 1993–1996 (1998) 1275pp. online
- Congressional Quarterly. Congress and the Nation: Volume 10: 1997–2001 (CQ Press, 2002) online
- Dumbrell, John. Clinton's Foreign Policy: Between the Bushes, 1992–2000 (Routledge, 2009)  228pp excerpt
- Ellison, James. "Bill Clinton, George W. Bush and Tony Blair: The Search for Order." in The Palgrave Handbook of Presidents and Prime Ministers From Cleveland and Salisbury to Trump and Johnson (Cham: Springer International Publishing, 2022) pp. 319–346.
- Frankel, Jeffrey A. and Peter R. Orszag, eds. American Economic Policy in the 1990s (2002) introduction
- Graff, Henry F., ed. The Presidents: A Reference History (3rd ed. 2002)
- Hamilton, Nigel (2007). 《Bill Clinton: Mastering the Presidency》. PublicAffairs. ISBN 9781586485160.
- Halberstam, David. War in a time of peace: Bush, Clinton, and the generals (Simon and Schuster, 2001).
- Harris, John F. The Survivor: Bill Clinton in the White House (2006). online
- Herrnson, Paul S., and Dilys Hill. The Clinton presidency: the first term, 1992–96 (1999) online
- Holzer, Harold. The Presidents Vs. the Press: The Endless Battle Between the White House and the Media—from the Founding Fathers to Fake News (Dutton, 2020) pp. 331–358. online
- Klein, Joe (2002). 《The Natural: The Misunderstood Presidency of Bill Clinton》. Doubleday. ISBN 0-7679-1412-0.
- Lichtenstein,  Nelson, and Judith Stein. A Fabulous Failure: The Clinton Presidency and the Transformation of American Capitalism (2023)
- MacGinty, Roger. "American influences on the Northern Ireland peace process." Journal of Conflict Studies 17.2 (1997): 31–50 online.
- Maney, Patrick J. (2016). 《Bill Clinton: New Gilded Age President》. University Press of Kansas. ISBN 978-0700621941.
- Nelson, Michael,  et al. eds. 42: Inside the Presidency of Bill Clinton (Miller Center of Public Affairs Books, 2016)  excerpt; also online, an analysis of interviews with insiders on Bosnia, Kosovo, Northern Ireland, and the Middle East.
- Nelson, Michael. Clinton's Elections: 1992, 1996, and the Birth of a New Era of Governance (2020) excerpt
- Perotti, Rosanna, ed. Foreign Policy in the Clinton Administration (2019)
- Power, Samantha. 지옥으로부터의 문제: 미국과 집단학살의 시대 (2002) covers Bosnia, Kosovo, Srebenica, and Rwanda; Pulitzer Prize.online free to borrow
- Renshon, Stanley, ed. The Clinton Presidency: Campaigning, Governing, and the Psychology of Leadership (2019) excerpt
- Walt, Stephen M. "Two Cheers for Clinton's Foreign Policy" Foreign Affairs 79#2 (2000), pp. 63–79 online.
- White, Mark J., 편집. (2012). 《The Presidency of Bill Clinton: The Legacy of a New Domestic and Foreign Policy》. I.B. Tauris.
- Woodward, Bob. The Agenda: Inside the Clinton White House (1994) on economic policy-making in 1993. excerpt

### 1차 자료
- Christopher, Warren. In the stream of history: Shaping. Foreign Policy for a New Era (1998)
- Riley, Russell L. ed. Inside the Clinton White House: An Oral History (2016)
- Ruben Robert E. In an Uncertain World: Tough Choices from Wall Street to Washington (2003), by the Secretary of the Treasury.
- Rubinstein, Alvin Z.  et al. The Clinton Foreign Policy Reader: Presidential Speeches with Commentary (M.E. Sharpe, 2000)